# 任天堂発売のゲームタイトル一覧
任天堂発売のゲームタイトル一覧（にんてんどうはつばいのゲームタイトルいちらん）は、任天堂が発売したゲームタイトル一覧である。開発のみを行って他社から発売された作品も含む。ポケモンが発売元のタイトルは行の最後に「●」を表記。

## 略号
以下の略号を使って各ゲームの対応関係を示す。
- FC：ファミリーコンピュータ
- FCD：ファミリーコンピュータ ディスクシステム
- GB：ゲームボーイ
- SFC：スーパーファミコン
- VB：バーチャルボーイ
- N64：NINTENDO 64
- 64DD：64DD
- GBC専：ゲームボーイカラー専用
- GBC対：ゲームボーイカラー対応
- NP-SFC：ニンテンドウパワー向けスーパーファミコン
- NP-GBC専：ニンテンドウパワー向けゲームボーイカラー専用
- NP-GBC対：ニンテンドウパワー向けゲームボーイカラー対応
- GBA：ゲームボーイアドバンス
- GC：ニンテンドー ゲームキューブ
- PKm：ポケモンミニ
- FCmini：ゲームボーイアドバンスのファミコンミニシリーズ
- DS：ニンテンドーDS
- DSiware：ニンテンドーDSiウェア
- Wii：Wii
- Wiiware：Wiiウェア
- 3DS：ニンテンドー3DS
- 3DSDL：ニンテンドー3DSのダウンロードソフト
- New 3DS専：Newニンテンドー3DS専用
- Wii U：Wii U
- Wii UDL：Wii Uのダウンロードソフト
- Switch：Nintendo Switch
- SwitchDL：Nintendo Switchのダウンロードソフト
- Switch2：Nintendo Switch 2
- Switch2DL：Nintendo Switch 2のダウンロードソフト
- Switch2UP：Nintendo Switch 2のアップグレードパス
- iOS：iOS
- Android：Android

発売日及び対応ハードゲームは全て日本版。海外のみ発売のタイトルは記載していない。また、非売品ゲームソフトも一部を除き記載していない。

## アクションゲーム
マリオシリーズ（マリオ主人公作品）
- マリオブラザーズ（1983年9月9日、FC、開発協力：岩崎技研工業）（2004年5月21日、FCmini）
  - 帰ってきたマリオブラザーズ（1988年11月30日、FCD、開発：インテリジェントシステムズ）
- スーパーマリオブラザーズシリーズ
  - スーパーマリオブラザーズ（1985年9月13日、FC、開発協力：SRD）（1986年2月21日、FCD）（2004年2月14日、2005年9月13日再版、FCmini）
    - オールナイトニッポン スーパーマリオブラザーズ（1986年12月、FCD、販売：ニッポン放送）
    - スーパーマリオブラザーズデラックス（2000年3月1日、NP-GBC専）

  - スーパーマリオブラザーズ2（1986年6月3日、FCD、開発協力：SRD）（2004年8月10日、FCmini）
  - スーパーマリオブラザーズ3（1988年10月23日、FC、開発協力：SRD）
  - スーパーマリオブラザーズ4 スーパーマリオワールド（1990年11月21日、SFC、開発協力：SRD）
  - New スーパーマリオブラザーズ（2006年5月25日、DS）
  - New スーパーマリオブラザーズ Wii（2009年12月3日、Wii）
  - New スーパーマリオブラザーズ 2（2012年7月28日、3DS）
  - New スーパーマリオブラザーズ U（2012年12月8日、Wii U）
    - New スーパールイージ U（2013年6月19日、Wii UDLC）（2013年7月13日、Wii U[注 1]）
    - New スーパーマリオブラザーズ U デラックス（2019年1月11日、Switch）

  - SUPER MARIO BROS. 35（2020年10月1日、SwitchDL、開発：アリカ）
  - スーパーマリオブラザーズ ワンダー（2023年10月20日、Switch）
- スーパーマリオUSA（1992年9月14日、FC、開発協力：SRD）
- スーパーマリオコレクション（1993年7月14日、SFC）
  - スーパーマリオコレクション スペシャルパック（2010年10月21日、Wii）
- スーパーマリオ64（1996年6月23日、N64）
  - スーパーマリオ64DS（2004年12月2日、DS）
- スーパーマリオサンシャイン（2002年7月19日、GC）
- スーパーマリオギャラクシー（2007年11月1日、Wii）
- スーパーマリオギャラクシー2（2010年5月27日、Wii）
- スーパーマリオ 3Dランド（2011年11月3日、3DS、開発協力：ブラウニーブラウン）
- スーパーマリオ 3Dワールド （2013年11月21日、Wii U、開発協力：1-UPスタジオ）
  - スーパーマリオ 3Dワールド + フューリーワールド （2021年2月12日、Switch）
- スーパーマリオ オデッセイ （2017年10月27日、Switch、開発協力：1-UPスタジオ）
- スーパーマリオ 3Dコレクション （2020年9月18日、Switch）
- スーパーマリオランドシリーズ
  - スーパーマリオランド（1989年4月21日、GB）
  - スーパーマリオランド2 6つの金貨（1992年10月21日、GB）
  - スーパーマリオランド3 ワリオランド（1994年1月21日、GB）
- スーパーマリオアドバンスシリーズ
  - スーパーマリオアドバンス（2001年3月21日、GBA、開発協力：SRD）
  - スーパーマリオアドバンス2（2001年12月14日、GBA）
  - スーパーマリオアドバンス3（2002年9月20日、GBA）
  - スーパーマリオアドバンス4（2003年7月11日、GBA）
- レッキングクルーシリーズ
  - レッキングクルー（1985年6月18日、FC、開発協力：岩崎技研工業）（2004年5月21日、FCmini、開発：インテリジェントシステムズ）
  - レッキングクルー'98（1998年1月1日、NP-SFC、開発：パックスソフトニカ）（1998年5月23日、SFC）
- マリオvs.ドンキーコングシリーズ（開発：Nintendo Software Technology）
  - マリオvs.ドンキーコング（2004年6月10日、GBA）（2024年2月16日、Switch）
  - マリオvs.ドンキーコング2 ミニミニ大行進!（2007年4月12日、DS）
  - マリオvs.ドンキーコング ミニミニ再行進!（2009年10月7日、DSiware）
  - マリオvs.ドンキーコング 突撃!ミニランド（2010年12月2日、DS）
  - マリオ AND ドンキーコング ミニミニカーニバル（2013年7月24日、3DSDL）
  - マリオvs.ドンキーコング みんなでミニランド（2015年3月19日、3DS/Wii U）
  - ミニマリオ & フレンズ amiiboチャレンジ（2016年1月28日、3DSDL/Wii UDL）
- マリオクラッシュ（1995年9月28日、VB）
- スーパーマリオボール（2004年8月26日、GBA、開発：フューズゲームズ）
- Super Mario Run（2016年12月15日、iOS）（2017年3月23日、Android）

マリオシリーズ（ルイージ主人公作品）
- ルイージマンション（2001年9月14日、GC）（2018年11月8日、3DS、開発：グレッゾ）
- ルイージマンション2（2013年3月20日、3DS、開発：Next Level Games）
  - ルイージマンション2 HD（2024年6月27日、Switch、開発：Next Level Games）
- ルイージマンション3（2019年10月31日、Switch、開発：Next Level Games）

マリオシリーズ（ピーチ主人公作品）
- スーパープリンセスピーチ（2005年10月20日、DS、開発：トーセ）
- プリンセスピーチ Showtime!（2024年3月22日、Switch、開発：グッド・フィール）

マリオシリーズ（ヨッシー主人公作品）
- スーパーマリオ ヨッシーアイランド（1995年8月5日、SFC、開発協力：SRD）
  - スーパーマリオアドバンス3（2002年9月20日、GBA）
- ヨッシーストーリー（1997年12月21日、N64）
- ヨッシーの万有引力（2004年12月9日、GBA、開発：アートゥーン）
- キャッチ!タッチ!ヨッシー!（2005年1月27日、DS）
- ヨッシーアイランドDS（2007年3月8日、DS、開発：アートゥーン）
- ヨッシーNewアイランド（2014年7月28日、3DS、開発：アーゼスト）
- ヨッシー ウールワールド（2015年7月16日、Wii U、開発：グッド・フィール）
  - ポチと! ヨッシー ウールワールド（2017年1月19日、3DS）
- ヨッシークラフトワールド（2019年3月29日、Switch、開発：グッド・フィール）

マリオシリーズ（ワリオ主人公作品）
- ワリオランドシリーズ
  - スーパーマリオランド3 ワリオランド（1994年1月21日、GB）
  - バーチャルボーイワリオランド アワゾンの秘宝（1995年12月1日、VB）
  - ワリオランド2 盗まれた財宝（1998年10月21日、GBC対）
  - ワリオランド3 不思議なオルゴール（2000年3月21日、GBC専）
  - ワリオランドアドバンス ヨーキのお宝（2001年8月21日、GBA）
  - ワリオランドシェイク（2008年7月24日、Wii、開発：グッド・フィール）
- ワリオワールド（2004年5月27日、GC、開発：トレジャー）
- 怪盗ワリオ・ザ・セブン（2007年1月18日、DS、開発：朱雀）
- メイド イン ワリオシリーズ（開発：インテリジェントシステムズ[注 2]）
  - メイド イン ワリオ（2003年3月21日、GBA）
    - 鳥とマメ（2008年12月24日、DSiware）
    - 紙ヒコーキ（2008年12月24日、DSiware）

  - あつまれ!!メイド イン ワリオ（2003年10月17日、GC）
  - まわるメイドインワリオ（2004年10月14日、GBA）
  - さわるメイドインワリオ（2004年12月2日、DS）
  - おどる メイド イン ワリオ（2006年12月2日、Wii）
  - うつすメイドインワリオ（2008年12月24日、DSiware）
  - メイドイン俺（2009年4月29日、DS）
    - あそぶメイドイン俺（2009年4月29日、Wiiware）

  - ゲーム&ワリオ（2013年3月28日、Wii U）
  - メイド イン ワリオ ゴージャス（2018年8月2日、3DS）
  - おすそわける メイド イン ワリオ（2021年9月10日、Switch）
  - 超おどる メイド イン ワリオ（2023年11月3日、Switch）

マリオシリーズ（初代ドンキーコング、2代目ドンキーコング主人公作品）
- ドンキーコングシリーズ
  - ドンキーコング（1983年7月15日、FC、開発協力：岩崎技研工業、SRD）（2004年2月14日、FCmini）
  - ドンキーコングJR.（1983年7月15日、FC、開発協力：SRD）
  - ドンキーコング3（1984年7月4日、FC）
  - ドンキーコング（1994年6月14日、GB）
- スーパードンキーコングシリーズ
  - スーパードンキーコング（1994年11月26日、SFC、開発：レア）
    - スーパードンキーコングGB（1995年7月27日、GB）
    - ドンキーコング2001（2001年1月21日、GBC専）
    - スーパードンキーコング（2003年12月12日、GBA）

  - スーパードンキーコング2 ディクシー&ディディー（1995年11月21日、SFC、開発：レア）
    - ドンキーコングランド（1996年11月23日、GB）
    - スーパードンキーコング2（2004年7月1日、GBA）

  - スーパードンキーコング3 謎のクレミス島（1996年11月23日、SFC、開発：レア）
    - ドンキーコングGB ディンキーコング&ディクシーコング（2000年1月28日、GBC専）
    - スーパードンキーコング3（2005年12月1日、GBA）

  - ドンキーコング64（1999年12月10日、N64、開発：レア）
  - ドンキーコングジャングルビート（2004年12月16日、GC）
    - Wiiであそぶ ドンキーコングジャングルビート（2008年12月11日、Wii）

  - ぶらぶらドンキー（2005年5月19日、GBA、開発：パオン）
  - ドンキーコング ジャングルクライマー（2007年8月9日、DS、開発：パオン）
  - ドンキーコング リターンズ（2010年12月9日、Wii、開発：レトロスタジオ）
    - ドンキーコング リターンズ 3D（2013年6月13日、3DS、開発：Monster Games）
    - ドンキーコング リターンズ HD（2025年1月16日、Switch、開発協力：Forever Entertainment）

  - ドンキーコング トロピカルフリーズ（2014年2月13日、Wii U、開発：レトロスタジオ、Monster Games）（2018年5月3日、Switch）
  - ドンキーコング バナンザ（2025年7月17日、Switch2）

その他のシリーズ
- バルーンファイトシリーズ
  - バルーンファイト（1985年1月22日、FC、開発：ハル研究所）（2004年5月21日、FCmini）
  - バルーンファイトGB（2000年8月1日、NP-GBC対、開発：パックスソフトニカ）
  - チンクルのバルーンファイトDS（2007年4月、DS、開発：トーセ）
- メトロイドシリーズ
  - メトロイド（1986年8月6日、FCD、開発協力：岩崎技研工業）（2004年8月10日、FCmini、開発：インテリジェントシステムズ）
    - メトロイド ゼロミッション（2004年5月27日、GBA）

  - メトロイドII RETURN OF SAMUS（1992年1月21日、GB）
    - メトロイド サムスリターンズ（2017年9月15日、3DS、開発協力：MercurySteam）

  - スーパーメトロイド（1994年3月19日、SFC、開発協力：インテリジェントシステムズ）
  - メトロイドフュージョン（2003年2月14日、GBA）
  - メトロイド アザーエム（2010年9月2日、Wii、開発：Team NINJA）
  - メトロイド ドレッド（2021年10月8日、Switch、開発協力：MercurySteam）
  - メトロイドプライムシリーズ
    - メトロイドプライム（2003年2月28日、GC、開発：レトロスタジオ）
      - Wiiであそぶ メトロイドプライム（2009年2月19日、Wii）
      - メトロイドプライム リマスタード（2023年2月9日、SwitchDL）（2023年3月3日、Switch）

    - メトロイドプライム2 ダークエコーズ（2005年5月26日、GC、開発：レトロスタジオ）
      - Wiiであそぶ メトロイドプライム2 ダークエコーズ（2009年6月11日、Wii）

    - メトロイドプライム ピンボール（2006年1月19日、DS、開発：フューズゲームズ）
    - メトロイドプライム3 コラプション（2008年3月6日、Wii、開発：レトロスタジオ）
    - メトロイドプライム フェデレーションフォース（2016年8月25日、3DS、開発：Next Level Games）
      - メトロイドプライム ブラストボール（2016年7月22日、3DSDL）
- パルテナの鏡シリーズ（開発協力：トーセ）
  - 光神話 パルテナの鏡（1986年12月19日、FCD）（2004年8月10日、FCmini）
    - 3Dクラシックス 光神話 パルテナの鏡（2012年1月19日、3DSDL、開発：アリカ）
- 星のカービィシリーズ（開発：ハル研究所）
  - 星のカービィ（1992年4月27日、GB）
  - 星のカービィ 夢の泉の物語（1993年3月23日、FC）
    - 星のカービィ 夢の泉デラックス（2002年10月25日、GBA）
    - 3Dクラシックス 星のカービィ 夢の泉の物語（2012年4月25日、3DSDL、開発：アリカ）

  - カービィのピンボール（1993年11月27日、GB）
  - カービィボウル（1994年9月21日、SFC）
  - 星のカービィ2（1995年3月21日、GB）
  - カービィのブロックボール（1995年12月14日、GB、開発：トーセ）
  - 星のカービィ スーパーデラックス（1996年3月21日、SFC）
    - 星のカービィ ウルトラスーパーデラックス（2008年11月6日、DS）

  - 星のカービィ3（1998年3月27日、SFC）
  - 星のカービィ64（2000年3月24日、N64）
  - コロコロカービィ（2000年8月23日、GBC専）
  - 星のカービィ 鏡の大迷宮（2004年4月15日、GBA、開発協力：フラグシップ）
  - タッチ!カービィシリーズ
    - タッチ!カービィ（2005年3月24日、DS）
    - タッチ!カービィ スーパーレインボー（2015年1月22日、Wii U）

  - 星のカービィ 参上! ドロッチェ団（2006年11月2日、DS、開発協力：フラグシップ）
  - 毛糸のカービィ（2010年10月14日、Wii、開発：グッド・フィール）
    - 毛糸のカービィ プラス（2019年3月7日、3DS）

  - あつめて!カービィ（2011年8月4日、DS、開発協力：エンジンズ）
  - 星のカービィ Wii（2011年10月27日、Wii）
    - 星のカービィ Wii デラックス（2023年2月24日、Switch、開発協力：バンプール）

  - 星のカービィ 20周年スペシャルコレクション（2012年7月19日、Wii）
  - 星のカービィ トリプルデラックス（2014年1月11日、3DS）
    - カービィファイターズZ（2014年7月23日、3DSDL）
    - デデデ大王のデデデでデンZ（2014年7月23日、3DSDL）

  - 星のカービィ ロボボプラネット（2016年4月28日、3DS）
    - みんなで!カービィハンターズZ（2017年4月13日、3DSDL）
    - スーパーカービィハンターズ（2019年9月5日、SwitchDL、開発協力：バンプール）
    - カービィのすいこみ大作戦（2017年7月4日、3DSDL）

  - カービィ バトルデラックス!（2017年11月30日、3DS）
  - 星のカービィ スターアライズ（2018年3月16日、Switch）
  - カービィファイターズ2（2020年9月24日、SwitchDL、開発協力：バンプール）
  - 星のカービィ ディスカバリー（2022年3月25日、Switch）
    - 星のカービィ ディスカバリー Nintendo Switch 2 Edition + スターリーワールド（2025年8月28日、Switch2/Switch2UP）

  - カービィのグルメフェス（2022年8月17日、SwitchDL）
- ゲームボーイギャラリーシリーズ（開発：トーセ）
  - ゲームボーイギャラリー（1997年2月1日、GB）
  - ゲームボーイギャラリー2（1997年9月27日、GB）
  - ゲームボーイギャラリー3（1999年4月8日、GBC対）
  - ゲームボーイギャラリー4（2016年3月16日、Wii UDL）
- バンジョーとカズーイの大冒険シリーズ（開発：レア）
  - バンジョーとカズーイの大冒険（1998年12月6日、N64）
  - バンジョーとカズーイの大冒険2（2000年11月27日、N64）
- 大乱闘スマッシュブラザーズシリーズ
  - ニンテンドウオールスター!大乱闘スマッシュブラザーズ（1999年1月21日、N64、開発：ハル研究所）
  - 大乱闘スマッシュブラザーズDX（2001年11月21日、GC、開発：ハル研究所）
  - 大乱闘スマッシュブラザーズX（2008年1月31日、Wii、開発：ソラ）
  - 大乱闘スマッシュブラザーズ for Nintendo 3DS / Wii U（開発：ソラ、バンダイナムコスタジオ）
    - 大乱闘スマッシュブラザーズ for Nintendo 3DS（2014年9月13日、3DS）
    - 大乱闘スマッシュブラザーズ for Wii U（2014年12月6日、Wii U）
    - スマブラコントローラー（2015年6月15日、3DSDL)

  - 大乱闘スマッシュブラザーズ SPECIAL（2018年12月7日、Switch、開発：ソラ、バンダイナムコスタジオ）
- ポケットモンスターシリーズ
  - ポケモンスナップ（1999年3月21日、N64、開発：ハル研究所）
    - New ポケモンスナップ（2021年4月30日、Switch、開発：バンダイナムコスタジオ）●

  - ポケモンピンボールシリーズ（開発：ジュピター）
    - ポケモンピンボール（1999年4月14日、GBC対）
    - ポケモンピンボールミニ（2001年11月27日、PKm）
    - ポケモンピンボール ルビー&サファイア（2003年8月1日、GBA）●

  - トゲピーのだいぼうけん（2002年10月18日、PKm、開発：ジュピター）●
  - ポケモンダッシュ（2004年12月2日、DS、開発：アンブレラ）●
  - Pokémon UNITE（2021年7月21日、SwitchDL、開発：テンセント）（2021年9月22日、IOS/Android）●
  - ポケモンスクランブルシリーズ（開発：アンブレラ）
    - 乱戦!ポケモンスクランブル（2009年6月19日、Wiiware）●
    - スーパーポケモンスクランブル（2011年8月11日、3DS）●
    - ポケモンスクランブル U（2013年4月24日、Wii UDL）●
    - みんなのポケモンスクランブル（2015年4月8日、3DSDL）●

  - ポッ拳 POKKÉN TOURNAMENT（2016年3月18日、Wii U、開発：バンダイナムコエンターテインメント）●
    - ポッ拳 POKKÉN TOURNAMENT DX（2017年9月22日、Switch）●
- 巨人のドシンシリーズ（開発：パーラム）
  - 巨人のドシン1（1999年12月11日、64DD）
    - 巨人のドシン解放戦線 チビッコチッコ大集合（2000年5月17日、64DD）

  - 巨人のドシン（2002年3月14日、GC）
- くるくるくるりんシリーズ（開発：エイティング）
  - くるくるくるりん（2001年3月21日、GBA）
  - くるりんパラダイス（2002年12月6日、GBA）
  - くるりんスカッシュ!（2004年10月14日、GC）
- ピクミンシリーズ
  - ピクミン（2001年10月26日、GC）
    - Wiiであそぶ ピクミン（2008年12月25日、Wii）
    - ピクミン1（2023年6月22日、SwitchDL）

  - ピクミン2（2004年4月29日、GC）
    - Wiiであそぶ ピクミン2（2009年3月12日、Wii）
    - ピクミン2（2023年6月22日、SwitchDL）

  - ピクミン3（2013年7月13日、Wii U）
    - ピクミン3 デラックス（2020年10月30日、Switch、開発：エイティング）

  - Hey! ピクミン（2017年7月13日、3DS、開発：アーゼスト）
  - ピクミン1+2（2023年6月22日、SwitchDL）（2023年9月22日、Switch）
  - ピクミン4（2023年7月21日、Switch、開発協力：エイティング）
- 伝説のスタフィーシリーズ（開発：トーセ）
  - 伝説のスタフィー（2002年9月6日、GBA）
  - 伝説のスタフィー2（2003年9月5日、GBA）
  - 伝説のスタフィー3（2004年8月5日、GBA）
  - 伝説のスタフィー4（2006年4月13日、DS）
  - 伝説のスタフィー たいけつ!ダイール海賊団（2008年7月10日、DS）
- ちびロボ!シリーズ（開発：スキップ）
  - ちびロボ!（2005年6月23日、GC）
    - Wiiであそぶ ちびロボ!（2009年6月11日、Wii）

  - 咲かせて!ちびロボ!（2007年7月5日、DS）
  - おかえり!ちびロボ! ハッピーリッチー大そうじ!（2009年7月23日、DS）
  - 実写でちびロボ!（2013年7月3日、3DSDL）
  - なげなわアクション!ぐるぐる!ちびロボ!（2015年10月8日、3DS、開発協力：バンプール）
- ジャンプスーパースターズシリーズ（開発：ガンバリオン）
  - ジャンプスーパースターズ（2005年8月8日、DS）
  - ジャンプアルティメットスターズ（2006年11月23日、DS）
- DS用ゲーム&ウオッチ
  - GAME & WATCH COLLECTION（2006年7月28日、DS）
  - GAME & WATCH COLLECTION 2（2008年9月5日、DS）
- DSiware用ゲーム&ウオッチ
  - ゲーム&ウオッチ ボール（2009年7月15日、DSiware）
  - ゲーム&ウオッチ フラッグマン（2009年7月15日、DSiware）
  - ゲーム&ウオッチ バーミン（2009年7月15日、DSiware）
  - ゲーム&ウオッチ ジャッジ（2009年7月15日、DSiware）
  - ゲーム&ウオッチ ヘルメット（2009年7月29日、DSiware）
  - ゲーム&ウオッチ シェフ（2009年7月29日、DSiware）
  - ゲーム&ウオッチ ドンキーコングJR.（2009年8月19日、DSiware）
  - ゲーム&ウオッチ マリオズセメントファクトリー（2009年8月19日、DSiware）
  - ゲーム&ウオッチ マンホール（2009年8月19日、DSiware）
- ザ・ローリング・ウエスタンシリーズ（開発：バンプール）
  - ザ・ローリング・ウエスタン（2012年2月22日、3DSDL）
  - ザ・ローリング・ウエスタン 最後の用心棒（2013年4月10日、3DSDL）
  - ザ・デッドヒートブレイカーズ（2018年4月26日、3DS）
- レゴシティシリーズ（開発：TT Fusion）
  - レゴシティ アンダーカバー（2013年7月25日、Wii U）
  - レゴシティ アンダーカバー チェイス ビギンズ（2015年3月5日、3DS）
- ファミコンリミックスシリーズ（開発：インディーズゼロ）
  - ファミコンリミックス（2013年12月19日、Wii UDL）
  - ファミコンリミックス2（2014年4月24日、Wii UDL）
  - ファミコンリミックス1+2（2014年4月24日、Wii U）
  - ファミコンリミックス ベストチョイス（2015年8月27日、3DS）
- ベヨネッタシリーズ（開発：プラチナゲームズ）
  - ベヨネッタ（2018年2月16日、SwitchDL）（2022年9月30日、Switch）
  - ベヨネッタ2（2014年9月20日、Wii U）（2018年2月16日、Switch）
  - ベヨネッタ3（2022年10月28日、Switch）
  - ベヨネッタ オリジンズ: セレッサと迷子の悪魔（2023年3月17日、Switch）

その他
- ポパイ（1983年、FC）
- デビルワールド（1984年10月5日、FC、開発協力：岩崎技研工業）
- クルクルランド（1984年11月22日、FC）（2004年5月21日、FCmini）
- アーバンチャンピオン（1984年11月14日、FC）
  - 3Dクラシックス アーバンチャンピオン（2011年7月13日、3DSDL：開発：アリカ）
- アイスクライマー（1985年1月30日、FC、開発協力：SRD）（2004年2月14日、FCmini）
- スパルタンX（1985年6月21日、FC、開発：アイレム）
- 謎の村雨城（1986年4月14日、FCD、開発協力：ヒューマン、SRD）（2004年8月10日、FCmini）
- 夢工場ドキドキパニック（1987年7月10日、FCD、販売：フジテレビジョン、開発協力：SRD）
- アレイウエイ（1989年4月21日、GB、開発協力：インテリジェントシステムズ）
- クイックス（1990年4月13日、GB、開発：タイトー）
- ジョイメカファイト（1993年5月21日、FC）
- ギャラクティックピンボール（1995年7月21日、VB、開発：インテリジェントシステムズ）
- ブラストドーザー（1997年3月21日、N64、開発：レア）
- 動物番長（2002年2月21日、GC、開発：インテリジェントシステムズ、サルブルネイ）
- どーもくんの不思議てれび（2002年2月21日、GBA、開発：朱雀）
- スクリューブレイカー 轟振どりるれろ（2005年9月22日、GBA、開発：ゲームフリーク）
- 大玉（2006年4月13日、GC、開発：ビバリウム、スタジオフェイク）
- 超操縦メカ MG（2006年9月2日、DS、開発：サンドロット）
- はじめてのWii（2006年12月2日、Wii）
- スライドアドベンチャー マグキッド（2007年8月2日、DS、開発：アジェンダ）
- 絶叫戦士サケブレイン（2007年9月11日、DS、開発：朱雀）
- DISASTER DAY OF CRISIS（2008年9月25日、Wii、開発：モノリスソフト）
- カタチのゲーム まるぼうしかく（2008年10月7日、Wiiware、開発：マインドウェア）
- きみとぼくと立体。（2009年3月26日、Wiiware、開発：フロムイエロートゥオレンジ、T&E SOFT）
- かっぱ道（2009年12月9日、DSiware、開発：ブラウニーブラウン）
- 写真で格闘!フォトファイターX（2009年12月16日、DSiware）
- 斬撃のREGINLEIV（2010年2月11日、Wii、開発：サンドロット）
- カメラであそぶ 顔グライダー（2010年7月28日、DSiware、開発：ハル研究所）
- ラインアタックヒーローズ（2010年7月27日、Wiiware、開発：グレッゾ）
- たたいて弾む スーパースマッシュボール・プラス（2010年11月18日、Wii、開発:アートゥーン）
- スカイジャンパー ソル（2010年11月10日、DSiware、開発：Nintendo Software Technology）
- Wiiリモコンプラス バラエティ（2011年7月7日、Wii、開発協力：アーゼスト、グッド・フィール、スキップ、チュンソフト、バンプール、プロペ、ミッチェル）
- ひらり 桜侍（2011年11月16日、3DSDL、開発：グランディング）
- ぐるっとスプラッシュ!（2012年12月19日、3DSDL、開発：Curve Studios（英語版））
- The Wonderful 101（2013年8月24日、Wii U、開発：プラチナゲームズ）
- レイマン レジェンド（2013年10月17日、Wii U、開発：ユービーアイソフト）
- TRINE2 三つの力と不可思議の森（2014年1月22日、Wii UDL、開発：Frozenbyte)
- THe SWAPPER（2015年4月2日、Wii UDL、開発：Facepalm Games）
- Devil's Third（2015年8月4日、Wii U、開発：ヴァルハラゲームスタジオ）
- ショベルナイト（2016年6月30日、3DS/Wii UDL、開発：Yacht Club Games）
- Tank Troopers（2016年12月21日、3DSDL、開発：ヴィテイ）
- MARVEL ULTIMATE ALLIANCE 3: The Black Order（2019年7月19日、Switch、開発：Team NINJA）
- ASTRAL CHAIN（2019年8月30日、Switch、開発：プラチナゲームズ）
- はたらくUFO（2020年10月28日、SwitchDL、開発：ハル研究所）
- DCスーパーヒーローガールズ ティーンパワー（2021年6月4日、Switch）
- Nintendo World Championships ファミコン世界大会（2024年7月18日、Switch、開発：インディーズゼロ）

## ロールプレイングゲーム
シリーズ
- MOTHERシリーズ
  - MOTHER（1989年7月27日、FC、開発：パックスソフトニカ、エイプ）
  - MOTHER2 ギーグの逆襲（1994年8月27日、SFC、開発：エイプ、ハル研究所）
  - MOTHER1+2（2003年6月20日、GBA、開発：パックスソフトニカ、エイプ、ハル研究所）
  - MOTHER3（2006年4月20日、GBA、開発：東京糸井重里事務所、ハル研究所、ブラウニーブラウン）
- ポケットモンスターシリーズ（開発：ゲームフリーク）
  - 赤・緑系（カントー地方）
    - ポケットモンスター 赤（1996年2月27日、GB）
    - ポケットモンスター 緑（1996年2月27日、GB）
    - ポケットモンスター 青（1996年10月15日、GB）
    - ポケットモンスター ピカチュウ（1998年9月12日、GB）
    - ポケットモンスター Let's Go! ピカチュウ（2018年11月16日、Switch）●
    - ポケットモンスター Let's Go! イーブイ（2018年11月16日、Switch）●

  - 金・銀系（ジョウト地方、カントー地方）
    - ポケットモンスター 金（1999年11月21日、GBC対）
    - ポケットモンスター 銀（1999年11月21日、GBC対）
    - ポケットモンスター クリスタルバージョン（2000年12月14日、GBC専）
    - ポケットモンスター ハートゴールド （2009年9月12日、DS）●
    - ポケットモンスター ソウルシルバー （2009年9月12日、DS）●

  - ルビー・サファイア系（ホウエン地方）
    - ポケットモンスター ルビー（2002年11月21日、GBA）●
    - ポケットモンスター サファイア（2002年11月21日、GBA）●
    - ポケットモンスター エメラルド（2004年9月16日、GBA）●
    - ポケットモンスター オメガルビー（2014年11月21日、3DS）●
    - ポケットモンスター アルファサファイア（2014年11月21日、3DS）●
      - ポケットモンスター オメガルビー・アルファサファイア 特別体験版 (2016年8月2日、3DSDL)●

  - 赤・緑系GBA対応（カントー地方、ナナシマ地方）
    - ポケットモンスター ファイアレッド（2004年1月29日、GBA）●
    - ポケットモンスター リーフグリーン（2004年1月29日、GBA）●

  - ダイヤモンド・パール系（シンオウ地方）
    - ポケットモンスター ダイヤモンド（2006年9月28日、DS）●
    - ポケットモンスター パール（2006年9月28日、DS）●
    - ポケットモンスター プラチナ（2008年9月13日、DS）●
    - ポケットモンスター ブリリアントダイヤモンド（2021年11月19日、Switch、開発：ILCA）●
    - ポケットモンスター シャイニングパール（2021年11月19日、Switch、開発：ILCA）●

  - ブラック・ホワイト系（イッシュ地方）
    - ポケットモンスター ブラック（2010年9月18日、DS）●
    - ポケットモンスター ホワイト（2010年9月18日、DS）●
    - ポケットモンスター ブラック2（2012年6月23日、DS）●
    - ポケットモンスター ホワイト2（2012年6月23日、DS）●

  - X・Y系（カロス地方）
    - ポケットモンスター X（2013年10月12日、3DS）●
    - ポケットモンスター Y（2013年10月12日、3DS）●

  - サン・ムーン系（アローラ地方）
    - ポケットモンスター サン（2016年11月18日、3DS）●
    - ポケットモンスター ムーン（2016年11月18日、3DS）●
      - ポケットモンスター サン・ムーン 特別体験版（2016年10月18日、3DSDL）●

    - ポケットモンスター ウルトラサン（2017年11月17日、3DS）●
    - ポケットモンスター ウルトラムーン（2017年11月17日、3DS）●

  - ソード・シールド系（ガラル地方）
    - ポケットモンスター ソード（2019年11月15日、Switch）●
    - ポケットモンスター シールド（2019年11月15日、Switch）●
      - ポケットモンスター ソード・シールド エキスパンション・パス（2020年6月17日、SwitchDLC）（2020年11月6日、Switch[注 3]）●

  - スカーレット・バイオレット系（パルデア地方）
    - ポケットモンスター スカーレット（2022年11月18日、Switch）●
    - ポケットモンスター バイオレット（2022年11月18日、Switch）●
      - ポケットモンスター スカーレット・バイオレット ゼロの秘宝（2023年9月13日、SwitchDLC）（2023年11月3日、Switch[注 3]）●

  - ポケモンコロシアム（2003年11月21日、GC、開発：ジニアス・ソノリティ）●
  - ポケモンXD 闇の旋風ダーク・ルギア（2005年8月4日、GC、開発：ジニアス・ソノリティ）●
  - ポケモン不思議のダンジョンシリーズ（開発：チュンソフト）
    - 救助隊シリーズ
      - ポケモン不思議のダンジョン 青の救助隊（2005年11月17日、DS）●
      - ポケモン不思議のダンジョン 赤の救助隊（2005年11月17日、GBA）●
      - ポケモン不思議のダンジョン 救助隊DX（2020年3月6日、Switch）●

    - 探検隊シリーズ
      - ポケモン不思議のダンジョン 時の探検隊（2007年9月13日、DS）●
      - ポケモン不思議のダンジョン 闇の探検隊（2007年9月13日、DS）●
      - ポケモン不思議のダンジョン 空の探検隊（2009年4月18日、DS）●

    - 冒険団シリーズ
      - ポケモン不思議のダンジョン いくぞ!嵐の冒険団（2009年8月4日、Wiiware）●
      - ポケモン不思議のダンジョン すすめ!炎の冒険団（2009年8月4日、Wiiware）●
      - ポケモン不思議のダンジョン めざせ!光の冒険団（2009年8月4日、Wiiware）●

    - ポケモン不思議のダンジョン マグナゲートと∞迷宮（2012年11月23日、3DS）●
    - ポケモン超不思議のダンジョン（2015年9月17日、3DS）●

  - ポケモンクエスト（2018年5月30日、SwitchDL、開発：ゲームフリーク）（2018年6月27日、iOS/Android）●
- 黄金の太陽シリーズ（開発：キャメロット）
  - 黄金の太陽 開かれし封印（2001年8月11日、GBA）
  - 黄金の太陽 失われし時代（2002年6月28日、GBA）
  - 黄金の太陽 漆黒なる夜明け（2010年10月28日、DS）
- マジカルバケーションシリーズ（開発：ブラウニーブラウン）
  - マジカルバケーション（2001年12月7日、GBA）
  - マジカルバケーション 5つの星がならぶとき（2006年6月22日、DS）
- ゼルダの伝説シリーズ
  - もぎたてチンクルのばら色ルッピーランド（2006年9月2日、DS、開発：バンプール）
- バテン・カイトスシリーズ（開発：モノリスソフト、トライクレッシェンド）
  - バテン・カイトスII 始まりの翼と神々の嗣子（2006年2月23日、GC）
- カセキホリダーシリーズ（開発協力：レッド・エンタテインメント、アートディンク、M2）
  - ぼくらはカセキホリダー（2008年4月17日、DS）
  - スーパーカセキホリダー（2010年11月18日、DS）
  - カセキホリダー ムゲンギア（2014年2月27日、3DS、開発協力：スパイク・チュンソフト）
- ゼノブレイドシリーズ（開発：モノリスソフト）
  - ゼノブレイド（2010年6月10日、Wii）
    - ゼノブレイド（2015年4月2日、New 3DS専用、開発：Monster Games）
    - Xenoblade Definitive Edition（2020年5月29日、Switch）

  - ゼノブレイドクロス（2015年4月29日、Wii U）
    - XenobladeX Definitive Edition（2025年3月20日、Switch）

  - ゼノブレイド2（2017年12月1日、Switch）
    - ゼノブレイド2 エキスパンション・パス（2017年12月1日、SwitchDLC）（2018年9月21日、Switch[注 1]）

  - ゼノブレイド3（2022年7月29日、Switch）
    - ゼノブレイド3 新たなる未来（2023年4月26日、SwitchDLC）

その他
- 銀河の三人（1987年12月15日、FC、開発：エニックス）
- ミニ四駆 レッツ&ゴー!! POWER WGP2（1998年10月1日、SFC、開発：ジュピター）
- 不思議のダンジョン 風来のシレン2 鬼襲来!シレン城!（2000年9月27日、N64、開発：チュンソフト、開発協力：クピド・フェア、クリーチャーズ、アバン）
- モンスタータクティクス（2000年11月21日、GBC専：開発：スパイラル）
- トマトアドベンチャー（2002年1月25日、GBA、開発：アルファドリーム）
- GiFTPiA（2003年4月25日、GC、開発：スキップ）
- ファイナルファンタジー・クリスタルクロニクル（2003年8月8日、GC、開発：ゲームデザイナーズ・スタジオ）
- オリエンタルブルー 青の天外（2003年10月24日、GBA、開発：ハドソン）
- ヘラクレスの栄光 〜魂の証明〜（2008年5月22日、DS、開発：パオン、スタジオ最前線）
- ラストストーリー（2011年1月27日、Wii、開発：ミストウォーカー、AQインタラクティブ）
- 任天童子（2013年4月3日、DSiware、開発：グランディング）
- 幻影異聞録♯FE（2015年12月26日、Wii U、開発：アトラス）
  - 幻影異聞録♯FE Encore（2020年1月17日、Switch）

## アクションロールプレイングゲーム
シリーズ
- マリオシリーズ（マリオ主人公作品）
  - スーパーマリオRPG（1996年3月9日、SFC、開発協力：スクウェア）（2023年11月17日、Switch、開発協力：スクウェア・エニックス、アルテピアッツァ）
  - ペーパーマリオシリーズ（開発：インテリジェントシステムズ）
    - マリオストーリー（2000年8月11日、N64）
    - ペーパーマリオRPG（2004年7月22日、GC）（2024年5月23日、Switch）
    - スーパーペーパーマリオ（2007年4月19日、Wii）
    - ペーパーマリオ スーパーシール（2012年12月6日、3DS）
    - ペーパーマリオ カラースプラッシュ（2016年10月13日、Wii U）
    - ペーパーマリオ オリガミキング（2020年7月17日、Switch）

  - マリオ&ルイージRPGシリーズ（開発：アルファドリーム[注 4]）
    - マリオ&ルイージRPG（2003年11月21日、GBA）
      - マリオ&ルイージRPG1 DX（2017年10月5日、3DS）

    - マリオ&ルイージRPG2（2005年12月29日、DS）
    - マリオ&ルイージRPG3!!!（2009年2月11日、DS）
      - マリオ&ルイージRPG3 DX（2018年12月27日、3DS）

    - マリオ&ルイージRPG4 ドリームアドベンチャー（2013年7月18日、3DS、開発協力：グッド・フィール）
    - マリオ&ルイージRPG ペーパーマリオMIX（2015年12月3日、3DS）
    - マリオ&ルイージRPG ブラザーシップ!（2024年11月7日、Switch、開発：アクワイア）
- ゼルダの伝説シリーズ
  - ゼルダの伝説（1986年2月21日、FCD、開発協力：SRD）
    - ゼルダの伝説1（1992年2月19日、FC）（2004年2月14日、FCmini）

  - リンクの冒険（1987年1月14日、FCD、開発協力：SRD）（2004年8月10日、FCmini）
  - ゼルダの伝説 神々のトライフォース（1991年11月21日、SFC、開発協力：SRD）
  - ゼルダの伝説 夢をみる島（1993年6月6日、GB）（2019年9月20日、Switch、開発：グレッゾ）
    - ゼルダの伝説 夢をみる島DX（1998年12月12日、GBC対）

  - ゼルダの伝説 時のオカリナ（1998年11月21日、N64）
    - ゼルダの伝説 時のオカリナ 3D（2011年6月16日、3DS、開発：グレッゾ）

  - ゼルダの伝説 ムジュラの仮面（2000年4月27日、N64）
    - ゼルダの伝説 ムジュラの仮面 3D（2015年2月14日、3DS、開発：グレッゾ）

  - ゼルダの伝説 ふしぎの木の実（開発：カプコン）
    - ゼルダの伝説 ふしぎの木の実 大地の章（2001年2月27日、GBC専）
    - ゼルダの伝説 ふしぎの木の実 時空の章（2001年2月27日、GBC専）

  - ゼルダの伝説 風のタクト（2002年12月13日、GC）
    - ゼルダの伝説 風のタクト HD（2013年9月26日、Wii U）

  - ゼルダの伝説 神々のトライフォース&4つの剣（2003年3月14日、GBA、開発：カプコン、フラグシップ）
    - ゼルダの伝説 4つの剣 25周年記念エディション（2011年9月28日、DSiware、開発：グレッゾ）

  - ゼルダの伝説 4つの剣+（2004年3月18日、GC）
  - ゼルダコレクション（2004年3月18日、GC）
  - ゼルダの伝説 ふしぎのぼうし（2004年11月4日、GBA、開発：カプコン、フラグシップ）
  - ゼルダの伝説 トワイライトプリンセス（2006年12月2日、GC/Wii）
    - ゼルダの伝説 トワイライトプリンセス HD（2016年3月10日、Wii U、開発：Tantalus Media）

  - ゼルダの伝説 夢幻の砂時計（2007年6月23日、DS）
  - ゼルダの伝説 大地の汽笛（2009年12月23日、DS）
  - ゼルダの伝説 スカイウォードソード（2011年11月23日、Wii、開発協力：モノリスソフト）
    - ゼルダの伝説 スカイウォードソード HD（2021年7月16日、Switch、開発：Tantalus Media）

  - ゼルダの伝説 神々のトライフォース2（2013年12月26日、3DS）
  - ゼルダの伝説 トライフォース3銃士（2015年10月22日、3DS、開発協力：グレッゾ、1-UPスタジオ）
  - ゼルダの伝説 ブレス オブ ザ ワイルド（2017年3月3日、Wii U/Switch）
    - ゼルダの伝説 ブレス オブ ザ ワイルド エキスパンション・パス（2017年6月30日、SwitchDLC）（2021年10月8日、Switch[注 3]）
    - ゼルダの伝説 ブレス オブ ザ ワイルド Nintendo Switch 2 Edition（2025年6月5日、Switch2/Switch2UP）

  - ゼルダの伝説 ティアーズ オブ ザ キングダム（2023年5月12日、Switch） 
    - ゼルダの伝説 ティアーズ オブ ザ キングダム Nintendo Switch 2 Edition（2025年6月5日、Switch2/Switch2UP）

  - ゼルダの伝説 知恵のかりもの（2024年9月26日、Switch、開発：グレッゾ）
- ポケットモンスターシリーズ
  - ポケモンレンジャーシリーズ（開発：クリーチャーズ）
    - ポケモンレンジャー（2006年3月23日、DS、開発協力：ハル研究所）●
    - ポケモンレンジャー バトナージ（2008年3月20日、DS）●
    - ポケモンレンジャー 光の軌跡（2010年3月6日、DS）●

  - Pokémon LEGENDSシリーズ（開発：ゲームフリーク）
    - Pokémon LEGENDS アルセウス（2022年1月28日、Switch）●
    - Pokémon LEGENDS Z-A（2025年10月16日、Switch/Switch2/Switch2UP）●

その他のシリーズ
- カスタムロボシリーズ（開発：ノイズ）
  - カスタムロボ（1999年12月8日、N64）
  - カスタムロボV2（2000年11月10日、N64）
  - カスタムロボGX（2002年7月26日、GBA）
  - カスタムロボ バトルレボリューション（2004年3月4日、GC）
  - 激闘!カスタムロボ（2006年10月19日、DS）
- スターフォックスシリーズ
  - スターフォックスアドベンチャー（2002年9月27日、GC、開発：レア）

その他
- カエルの為に鐘は鳴る（1992年9月14日、GB、開発協力：インテリジェントシステムズ）
- ソーマブリンガー（2008年2月28日、DS、開発：モノリスソフト）
- タクトオブマジック（2009年5月27日、Wii、開発：タイトー）
- パンドラの塔 君のもとへ帰るまで（2011年5月26日、Wii、開発：ガンバリオン）
- Ever Oasis 精霊とタネビトの蜃気楼（2017年7月13日、3DS、開発：グレッゾ）
- ドラガリアロスト（2018年9月27日、iOS/Android、開発：Cygames）

## シミュレーション、シミュレーションロールプレイングゲーム
シリーズ
- ファミコンウォーズシリーズ（開発：インテリジェントシステムズ）
  - ファミコンウォーズ（1988年8月12日、FC）
  - ゲームボーイウォーズ（1991年5月21日、GB）
  - スーパーファミコンウォーズ（1998年5月1日、NP-SFC）
  - ゲームボーイウォーズアドバンス1+2（2004年11月25日、GBA）
  - ファミコンウォーズDS（2005年6月23日、DS）
  - 突撃!!ファミコンウォーズ（2005年10月27日、GC）
  - 突撃!!ファミコンウォーズVS（2008年5月22日、Wii）
  - ファミコンウォーズDS 失われた光 (2013年10月30日、DSiware)
- シムシティーシリーズ（開発：マクシス）
  - シムシティー（1991年4月26日、SFC、開発協力：インテリジェントシステムズ）
  - シムシティー64（2000年2月23日、64DD、開発：ハル研究所）
- ファイアーエムブレムシリーズ（開発：インテリジェントシステムズ）
  - ファイアーエムブレム 暗黒竜と光の剣（1990年4月20日、FC）
    - ファイアーエムブレム 新・暗黒竜と光の剣（2008年8月7日、DS、開発協力：Alvion）

  - ファイアーエムブレム外伝（1992年3月14日、FC）
    - ファイアーエムブレム Echoes もうひとりの英雄王（2017年4月20日、3DS）

  - ファイアーエムブレム 紋章の謎（1994年1月21日、SFC）
    - ファイアーエムブレム 新・紋章の謎 〜光と影の英雄〜（2010年7月15日、DS）

  - ファイアーエムブレム 聖戦の系譜（1996年5月14日、SFC）
  - BSファイアーエムブレム アカネイア戦記編（1997年9月29日、SFC/サテラビュー）
  - ファイアーエムブレム トラキア776（1999年9月1日、NP-SFC）（2000年1月21日、SFC）
  - ファイアーエムブレム 封印の剣（2002年3月29日、GBA）
  - ファイアーエムブレム 烈火の剣（2003年4月25日、GBA）
  - ファイアーエムブレム 聖魔の光石（2004年10月7日、GBA）
  - ファイアーエムブレム 蒼炎の軌跡（2005年4月20日、GC）
  - ファイアーエムブレム 暁の女神（2007年2月22日、Wii）
  - ファイアーエムブレム 覚醒（2012年4月19日、3DS）
  - ファイアーエムブレム if
    - ファイアーエムブレム if 白夜王国（2015年6月25日、3DS）
    - ファイアーエムブレム if 暗夜王国（2015年6月25日、3DS）

  - ファイアーエムブレム ヒーローズ（2017年2月2日、iOS/Android）
  - ファイアーエムブレム 風花雪月（2019年7月26日、Switch、開発協力：コーエーテクモゲームス）
  - ファイアーエムブレム エンゲージ（2023年1月20日、Switch）
- オウガバトルシリーズ（開発：クエスト）
  - オウガバトル64 Person of Lordly Caliber（1999年7月14日、N64）
  - タクティクスオウガ外伝 The Knight of Lodis（2001年6月21日、GBA）
- ポケットモンスターシリーズ
  - ポケモンそだてやさんミニ（2002年12月14日、PKm、開発：ジュピター）●
  - ポケモン+ノブナガの野望（2012年3月17日、DS、開発：コーエーテクモゲームス）●
- カルチョビットシリーズ（開発：パリティビット）
  - カルチョビット（2006年5月18日、GBA）
  - ポケットサッカーリーグ カルチョビット（2012年7月12日、3DS）
- ガールズモードシリーズ（開発：シンソフィア）
  - わがままファッション ガールズモード（2008年10月23日、DS）
  - わがままファッション GIRLS MODE よくばり宣言!（2012年9月27日、3DS）
    - わがままファッション GIRLS MODE よくばり宣言! トキメキUP!（2014年4月17日、3DS）

  - GIRLS MODE 3 キラキラ☆コーデ（2015年4月16日、3DS）
  - Girls Mode 4 スター☆スタイリスト（2017年11月2日、3DS）
- マリオ+ラビッツシリーズ（開発：ユービーアイソフト）
  - マリオ+ラビッツ キングダムバトル（2018年1月18日、Switch）
  - マリオ+ラビッツ ギャラクシーバトル（2022年12月2日、Switch）

その他
- レーダーミッション（1990年10月23日、GB）
- ダービースタリオン98（1998年9月1日、NP-SFC、開発:アスキー）
- ナポレオン（2001年3月21日、GBA、開発：元気）
- 千年家族（2005年3月10日、GBA、開発：インディーズゼロ）
- The Tower SP（2005年4月28日、GBA、開発：ビバリウム）
- くりきん ナノアイランドストーリー（2007年5月24日、DS、開発：メディアカイト）
- ASH -ARCHAIC SEALED HEAT-（2007年10月4日、DS、開発:ミストウォーカー、ラクジン）
- スターシップディフェンダー（2010年2月10日、DSiware、開発：キュー・ゲームス）
- Code Name: S.T.E.A.M. リンカーンVSエイリアン（2015年5月14日、3DS、開発：インテリジェントシステムズ）
- Miitopia（2016年12月8日、3DS）（2021年5月21日、 Switch）

## アドベンチャーゲーム
シリーズ
- ふぁみこんむかし話シリーズ（開発協力：パックスソフトニカ）
  - 新・鬼ヶ島
    - ふぁみこんむかし話 新・鬼ヶ島 前編（1987年9月4日、FCD）
    - ふぁみこんむかし話 新・鬼ヶ島 後編（1987年9月30日、FCD）
    - 平成 新・鬼ヶ島 前編（1997年12月1日、NP-SFC）
    - 平成 新・鬼ヶ島 後編（1997年12月1日、NP-SFC）
    - ふぁみこんむかし話 新・鬼ヶ島 前後編（2004年8月10日、FCmini）

  - 遊遊記
    - ふぁみこんむかし話 遊遊記 前編（1989年10月14日、FCD）
    - ふぁみこんむかし話 遊遊記 後編（1989年11月14日、FCD）
- ファミコン探偵倶楽部シリーズ（開発協力：パックスソフトニカ）
  - ファミコン探偵倶楽部 消えた後継者
    - ファミコン探偵倶楽部 消えた後継者 前編（1988年4月27日、FCD）
    - ファミコン探偵倶楽部 消えた後継者 後編（1988年6月14日、FCD）
    - ファミコン探偵倶楽部 消えた後継者 前後編（2004年8月10日、FCmini）
    - ファミコン探偵倶楽部 消えた後継者（2021年5月14日、Switch、開発：MAGES.）

  - ファミコン探偵倶楽部PartII うしろに立つ少女
    - ファミコン探偵倶楽部PartII うしろに立つ少女 前編（1989年5月23日、FCD）
    - ファミコン探偵倶楽部PartII うしろに立つ少女 後編（1989年6月30日、FCD）
    - ファミコン探偵倶楽部PartII うしろに立つ少女（1998年4月1日、NP-SFC）
    - ファミコン探偵倶楽部PartII うしろに立つ少女 前後編（2004年8月10日、FCmini）
    - ファミコン探偵倶楽部PartII うしろに立つ少女（2021年5月14日、Switch、開発：MAGES.）

  - ファミコン探偵倶楽部 笑み男（2024年8月29日、Switch、開発：MAGES.）
- タイムツイスト 歴史のかたすみで…（開発協力：パックスソフトニカ）
  - タイムツイスト 歴史のかたすみで… 前編（1991年7月26日、FCD）
  - タイムツイスト 歴史のかたすみで… 後編（1991年7月26日、FCD）
- とっとこハム太郎シリーズ
  - とっとこハム太郎 ともだちだいさくせんでちゅ（2000年9月8日、GBC専、開発：パックスソフトニカ）
  - とっとこハム太郎2 ハムちゃんず大集合でちゅ（2001年4月21日、GBC専、開発：パックスソフトニカ）
  - とっとこハム太郎3 ラブラブ大冒険でちゅ（2002年5月31日、GBA、開発：パックスソフトニカ）
  - とっとこハム太郎4 にじいろ大行進でちゅ（2003年5月23日、GBA、開発：アルファドリーム）
- アナザーコードシリーズ（開発：シング）
  - アナザーコード 2つの記憶（2005年2月24日、DS）
  - アナザーコード: R 記憶の扉（2009年2月5日、Wii）
  - アナザーコード リコレクション: 2つの記憶 / 記憶の扉（2024年1月19日、Switch）
- アイシールド21シリーズ
  - アイシールド21 DEVILBATS DEVILDAYS（2006年4月6日、GBA）
- ウィッシュルームシリーズ（開発：シング）
  - ウィッシュルーム 天使の記憶（2007年1月25日、DS）
  - ラストウィンドウ 真夜中の約束（2010年1月14日、DS）
- FOREVER BLUEシリーズ（開発：アリカ）
  - FOREVER BLUE（2007年8月2日、Wii）
  - FOREVER BLUE 海の呼び声（2009年9月17日、Wii）
  - FOREVER BLUE LUMINOUS（2024年5月2日、Switch）
- 零シリーズ（開発：コーエーテクモゲームス）
  - 零 月蝕の仮面（2008年7月31日、Wii）
  - 心霊カメラ 〜憑いてる手帳〜（2012年1月12日、3DS）
  - 零 眞紅の蝶（2012年6月28日、Wii）
  - 零 濡鴉ノ巫女（2014年9月27日、Wii U）
- ゼルダの伝説シリーズ
  - いろづきチンクルの恋のバルーントリップ（2009年8月6日、DS、開発：バンプール）
- ポケットモンスターシリーズ（開発：クリーチャーズ）
  - ポケパークWii 〜ピカチュウの大冒険〜（2009年12月5日、Wii）●
  - ポケパーク2 〜Beyond the World〜（2011年11月12日、Wii）●
  - 名探偵ピカチュウ 〜新コンビ誕生〜（2016年2月3日、3DSDL）●
  - 名探偵ピカチュウ（2018年3月23日、3DS）●
  - 帰ってきた 名探偵ピカチュウ（2023年10月6日、Switch）●

その他
- 中山美穂のトキメキハイスクール（1987年12月1日、FCD、開発協力：スクウェア）
- スヌーピーコンサート（1995年5月19日、SFC、販売：三井不動産、電通、開発：パックスソフトニカ）
- マーヴェラス 〜もうひとつの宝島〜（1996年10月26日、SFC）
- ファミコン文庫 はじまりの森（1999年7月1日、NP-SFC、開発：パックスソフトニカ）
- 怪人ゾナー（2000年10月21日、GBC対、開発：ジャパンヴィステック）
- メタルスレイダーグローリー ディレクターズカット[注 5]（2000年12月1日、NP-SFC、開発：ハル研究所）
- ミッキーマウスの不思議な鏡（2002年8月9日、GC、開発協力：カプコン）
- エターナルダークネス 〜招かれた13人〜（2002年10月25日、GC、開発：シリコンナイツ）
- プロジェクトハッカー 覚醒（2006年7月13日、DS、開発：レッド・エンタテインメント、クリーチャーズ）
- タシテン +たして10にする物語+（2007年10月10日、DS、開発：ムームー）
- キャプテン★レインボー（2008年8月28日、Wii、開発：スキップ）
- ペンギン生活（2010年12月21日、Wiiware、開発：スキップ）
- 進め! キノピオ隊長（2014年11月13日、Wii U、開発協力：1-UPスタジオ）（2018年7月13日、3DS/Switch）
- Year Walk 最後の啓示（2015年11月13日、Wii UDL、開発:Simogo）
- バディミッション BOND（2021年1月29日、Switch、開発：コーエーテクモゲームス）

## スポーツゲーム
マリオシリーズ
- マリオゴルフシリーズ（開発：キャメロット[注 6]）
  - ゴルフJAPANコース（1987年2月21日、FCD）
  - ゴルフUSコース（1987年6月14日、FCD）
  - マリオオープンゴルフ（1991年9月20日、FC）
  - マリオゴルフ64（1999年6月11日、N64）
  - マリオゴルフGB（1999年8月10日、GBC専）
  - マリオゴルフ ファミリーツアー（2003年9月5日、GC）
  - マリオゴルフGBAツアー（2004年4月22日、GBA）
  - マリオゴルフ ワールドツアー（2014年5月1日、3DS）
  - マリオゴルフ スーパーラッシュ（2021年6月25日、Switch）
- マリオテニスシリーズ（開発：キャメロット[注 7]）
  - マリオズテニス（1995年7月21日、VB、開発：トーセ）
  - マリオテニス64（2000年7月21日、N64）
  - マリオテニスGB（2000年11月1日、GBC専）
  - マリオテニスGC（2004年10月28日、GC）
    - Wiiであそぶ マリオテニスGC（2009年1月15日、Wii）

  - マリオテニスアドバンス（2005年9月13日、GBA）
  - マリオテニス オープン（2012年5月24日、3DS）
  - マリオテニス ウルトラスマッシュ（2015年1月28日、Wii U）
  - マリオテニス エース（2018年6月22日、Switch）
- スーパーマリオスタジアムシリーズ（開発：ナムコ、ナウプロダクション）
  - スーパーマリオスタジアム ミラクルベースボール（2005年7月21日、GC）
  - スーパーマリオスタジアム ファミリーベースボール（2008年6月19日、Wii）
- マリオストライカーズシリーズ（開発：Next Level Games）
  - スーパーマリオストライカーズ（2006年1月19日、GC）
  - マリオストライカーズ チャージド（2007年9月20日、Wii）
  - マリオストライカーズ バトルリーグ（2022年6月10日、Switch）
- マリオバスケ 3on3（2006年7月27日、DS、開発：スクウェア・エニックス）
- マリオ&ソニックシリーズ（開発協力：セガ）
  - マリオ&ソニック AT 北京オリンピック（2007年11月22日、Wii）（2008年1月9日、DS）
  - マリオ&ソニック AT バンクーバーオリンピック（2009年11月5日、Wii）（2009年11月19日、DS）
  - マリオ&ソニック AT ロンドンオリンピック（2011年12月8日、Wii）（2012年3月1日、3DS）
  - マリオ&ソニック AT ソチオリンピック （2013年12月5日、Wii U）
  - マリオ&ソニック AT リオオリンピック （2016年2月18日、3DS、開発協力：アーゼスト）（2016年6月23日、Wii U）
  - マリオ&ソニック AT 東京2020オリンピック（2019年11月1日、Switch、発売：セガゲームス）
- MARIO SPORTS MIX（2010年11月25日、Wii、開発協力：スクウェア・エニックス）
- マリオスポーツ スーパースターズ（2017年3月30日、3DS、開発：バンダイナムコスタジオ、キャメロット）

その他のシリーズ
- パンチアウト!!シリーズ
  - パンチアウト（大会の景品用で未発売）
  - マイクタイソン・パンチアウト!!（1987年11月21日、FC）
  - スーパーパンチアウト!!（1998年3月1日、NP-SFC）
  - PUNCH-OUT!!（2009年7月23日、Wii、開発：Next Level Games）
- パイロットウイングスシリーズ
  - パイロットウイングス（1990年12月21日、SFC）
  - パイロットウイングス64（1996年6月23日、N64、開発：Paradigm Entertainment）
  - パイロットウイングス リゾート（2011年4月14日、3DS、開発：Monster Games）
- ウェーブレースシリーズ
  - ウェーブレース64（1996年9月27日、N64）
  - ウェーブレース ブルーストーム（2001年9月14日、GC、開発：Nintendo Software Technology）
- 糸井重里のバス釣りNo.1シリーズ（開発：ハル研究所）
  - 糸井重里のバス釣りNo.1（1997年2月1日、SFC）
  - 糸井重里のバス釣りNo.1 決定版!（2000年3月31日、N64）
- テン・エイティシリーズ
  - テン・エイティ スノーボーディング（1998年2月28日、N64）
  - テン・エイティ シルバーストーム（2004年1月22日、GC、開発：Nintendo Software Technology）
- アイシールド21シリーズ
  - アイシールド21 MAX DEVILPOWER!（2006年2月2日、DS）
  - アイシールド21 フィールド最強の戦士たち（2007年3月8日、Wii）
- Wii Sportsシリーズ
  - Wii Sports（2006年12月2日、Wii）
    - Wii Sports Club（2013年10月30日、Wii UDL、開発：バンダイナムコスタジオ）（2014年7月17日、Wii U）

  - Wii Sports Resort（2009年6月25日、Wii）
  - Nintendo Switch Sports（2022年4月29日、Switch）

その他
- ベースボール（1983年12月7日、FC）（1989年4月21日、GB、開発協力：インテリジェントシステムズ）
- テニス（1984年1月14日、FC、開発協力：岩崎技研工業）（1989年5月29日、GB、開発：パックスソフトニカ）
- ゴルフ（1984年5月1日、FC、開発協力：ハル研究所）（1989年11月28日、GB、開発：インテリジェントシステムズ）
- サッカー（1985年4月9日、FC、開発協力：岩崎技研工業）
- バレーボール（1986年7月21日、FCD、開発協力：パックスソフトニカ）
- プロレス（1986年10月21日、FCD、開発：TRY）
- スマッシュピンポン（1987年5月30日、FCD、開発：コナミ）
- アイスホッケー（1988年1月21日、FCD、開発協力：パックスソフトニカ）
- テレロボクサー（1995年7月21日、VB）
- モバイルゴルフ（2001年5月11日、GBC専、開発：キャメロット）
- NBAコートサイド2002（2002年3月29日、GC、開発：レフトフィールドプロダクションズ）
- とっとこハム太郎 ハムハムスポーツ（2004年7月15日、GBA、開発：アルファドリーム）
- 大人のDSゴルフ（2005年11月10日、DS、開発：ディープ）
- ロックンロールクライマー（2009年11月24日、Wiiware、開発：ヴィテイ）
- だるめしスポーツ店（2013年8月8日、3DSDL）
- ARMS（2017年6月16日、Switch、開発協力：バンダイナムコスタジオ）
- Drag x Drive（2025年8月14日、Switch2DL）

## レースゲーム
シリーズ
- エキサイトバイクシリーズ
  - エキサイトバイク（1984年11月30日、FC、開発協力：SRD）（2004年2月14日、FCmini）
    - 3Dクラシックス エキサイトバイク（2011年6月7日、3DSDL、開発：アリカ）

  - VSエキサイトバイク（1988年12月9日、FCD）
  - エキサイトバイク64（2000年6月23日、N64、開発：レフトフィールドプロダクションズ）
  - エキサイトバイク ワールドレース（2010年2月2日、Wiiware、開発：Monster Games）
- ファミコングランプリシリーズ
  - ファミコングランプリ F1レース（1987年10月30日、FCD、開発協力：SRD）
  - ファミコングランプリII 3Dホットラリー（1988年4月14日、FCD、開発：ハル研究所）
- F-ZEROシリーズ
  - F-ZERO（1990年11月21日、SFC）
  - F-ZERO X（1998年7月14日、N64）
    - F-ZERO X エクスパンションキット（2000年4月21日、64DD）

  - F-ZERO FOR GAMEBOY ADVANCE（2001年3月21日、GBA、開発：エヌディーキューブ）
  - F-ZERO GX（2003年7月25日、GC、開発：アミューズメントヴィジョン）
  - F-ZERO ファルコン伝説（2003年11月28日、GBA、開発：朱雀）
  - F-ZERO CLIMAX（2004年10月21日、GBA、開発：朱雀）
  - F-ZERO 99（2023年9月15日、SwitchDL、開発：Nintendo Software Technology）
- マリオカートシリーズ
  - スーパーマリオカート（1992年8月27日、SFC）
  - マリオカート64（1996年12月14日、N64）
  - マリオカートアドバンス（2001年7月21日、GBA、開発：インテリジェントシステムズ）
  - マリオカート ダブルダッシュ!!（2003年11月7日、GC）
  - マリオカートDS（2005年12月8日、DS）
  - マリオカートWii（2008年4月10日、Wii）
  - マリオカート7（2011年12月1日、3DS、開発協力：レトロスタジオ）
  - マリオカート8 （2014年5月29日、Wii U、開発協力：バンダイナムコスタジオ）
    - マリオカート8 デラックス （2017年4月28日、Switch）
      - マリオカート8 デラックス コース追加パス（2022年3月18日、SwitchDLC）（2023年10月6日、Switch[注 3]）

  - マリオカート ツアー（2019年9月25日、iOS/Android、開発協力：バンダイナムコスタジオ、DeNA）
  - マリオカート ライブ ホームサーキット（2020年10月16日、Switch、開発：Velan Studios）
  - マリオカート ワールド（2025年6月5日、Switch2、開発協力：バンダイナムコスタジオ、モノリスソフト、1-UPスタジオ）
- 星のカービィシリーズ
  - カービィのエアライド（2003年7月11日、GC、開発：ハル研究所）
- ポケットモンスターシリーズ
  - ポケモンレースミニ（2002年7月19日、PKm、開発：ジュピター）●
  - ポケモンダッシュ（2004年12月2日、DS、開発：アンブレラ）●
- ドンキーコングシリーズ
  - ディディーコングレーシング（1997年11月21日、N64、開発：レア）
  - ドンキーコング たるジェットレース（2007年6月28日、Wii、開発：パオン）

その他
- F1レース（1984年11月2日、FC、開発協力：ハル研究所）（1990年11月9日、GB）
- マッハライダー（1985年11月21日、FC、開発：ハル研究所）
- ワイルドトラックス（1994年6月4日、SFC、開発協力：アルゴノートソフトウェア）
- F-1 WORLD GRAND PRIX（1998年12月18日、N64、開発：Paradigm Entertainment）
- スター・ウォーズ エピソード1レーサー（1999年7月21日、N64、開発：ルーカスアーツ）
- ミッキーのレーシングチャレンジUSA（2001年1月21日、N64、開発：レア）
- エキサイト トラック（2007年1月18日、Wii、開発：Monster Games）
  - エキサイト猛マシン（2011年8月30日、Wii）

## シューティングゲーム
シリーズ
- 光線銃シリーズ
  - ワイルドガンマン（英語版）（1984年2月18日、FC）
  - ダックハント（1984年4月21日、FC）
  - ホーガンズアレイ（英語版）（1984年6月12日、FC）
- Xシリーズ
  - X（1992年5月29日、GB、開発協力：アルゴノートソフトウェア）
  - X-RETURNS（2010年6月30日、DSiware、開発：キュー・ゲームス）
- スターフォックスシリーズ
  - スターフォックス（1993年2月21日、SFC、開発協力：アルゴノートソフトウェア）
  - スターフォックス64（1997年4月27日、N64）
    - スターフォックス64 3D（2011年7月14日、3DS、開発協力：キュー・ゲームス）

  - スターフォックス アサルト（2005年2月24日、GC、開発：ナムコ）
  - スターフォックス コマンド（2006年8月3日、DS、開発協力：キュー・ゲームス）
  - スターフォックス ゼロ（2016年4月21日、Wii U、開発協力：プラチナゲームズ）
    - スターフォックス ゼロ ザ・バトル・ビギンズ+トレーニング（2016年7月27日、Wii UDL）
    - スターフォックス ガード（2016年4月21日、Wii U）
- スター・ウォーズシリーズ
  - スター・ウォーズ 帝国の影（1997年6月14日、N64、開発：ルーカスアーツ）
  - スター・ウォーズ 出撃! ローグ中隊（1999年8月27日、N64、開発：ルーカスアーツ、ファクター5）
- 罪と罰シリーズ（開発：トレジャー）
  - 罪と罰 〜地球の継承者〜（2000年11月21日、N64）
  - 罪と罰 〜宇宙の後継者〜（2009年10月29日、Wii）
- 007シリーズ
  - ゴールデンアイ 007（1997年8月23日、N64、開発：レア）
  - ゴールデンアイ 007（2011年6月30日、Wii、開発：	Eurocom）
- メトロイドプライムシリーズ
  - メトロイドプライム ハンターズ（2006年6月1日、DS、開発：Nintendo Software Technology）
- スプラトゥーンシリーズ
  - スプラトゥーン（2015年5月28日、Wii U）
  - スプラトゥーン2（2017年7月21日、Switch）
    - スプラトゥーン2 オクト・エキスパンション（2018年6月14日、SwitchDLC）（2021年10月8日、Switch[注 3]）

  - スプラトゥーン3（2022年9月9日、Switch）
    - スプラトゥーン3 エキスパンション・パス（2023年2月28日、SwitchDLC）（2024年7月18日、Switch[注 3]）

その他
- ソーラーストライカー（1990年1月26日、GB、開発協力：水口エンジニアリング）
- スペースバズーカ（1993年6月21日、SFC、開発：インテリジェントシステムズ）
- ヨッシーのロードハンティング（1993年7月14日、SFC、開発：トーセ）
- スターツインズ（1999年12月1日、N64、開発：レア）
- パーフェクトダーク（2000年10月21日、N64、開発：レア）
- ジェットインパルス（2007年2月8日、DS、開発：元気・Jet graphics）
- リンクのボウガントレーニング（2008年5月1日、Wii）
- あぁ無情 刹那（2009年9月2日、DSiware、開発：アリカ）
- 530エコシューター（2009年11月24日、Wiiware、開発：インテリジェントシステムズ）
- 3Dクラシックス ゼビウス（2011年6月7日、3DSDL、開発：アリカ）

※元となった作品はナムコ（後のバンダイナムコゲームス）が発売及び権利を所有
- 3Dクラシックス ツインビー（2011年8月10日、3DSDL、開発：アリカ）

※元となった作品はコナミが発売および権利を所有
- 新・光神話 パルテナの鏡（2012年3月22日、3DS、開発：ソラ）
- ポケモンARサーチャー（2012年6月23日、3DSDL、開発：クリーチャーズ、ゲームフリーク）●
- スティールダイバー（2011年5月12日、3DS、開発：ヴィテイ）
  - スティールダイバー サブウォーズ（2014年2月14日、3DSDL）

## パズルゲーム
シリーズ
- パネルでポンシリーズ（開発：インテリジェントシステムズ）
  - パネルでポン（1995年10月27日、SFC）
  - ヨッシーのパネポン（1996年10月26日、GB）
  - ポケモンでパネポン（2000年9月21日、GBC専）
  - パネルでポンDS（2007年4月26日、DS）
    - ちょっとパネルでポン（2009年1月28日、DSiware）
- ピクロスシリーズ
  - マリオのピクロス（1995年3月14日、GB、開発：エイプ、ジュピター）
  - マリオのスーパーピクロス（1995年9月14日、SFC、開発：エイプ、ジュピター）
  - ピクロス2（1996年10月19日、GB、開発：エイプ、ジュピター）
  - ピクロスNPシリーズ（開発：ジュピター）
    - ピクロスNP Vol.1（1999年4月1日、NP-SFC）
    - ピクロスNP Vol.2（1999年6月1日、NP-SFC）
    - ピクロスNP Vol.3（1999年8月1日、NP-SFC）
    - ピクロスNP Vol.4（1999年10月1日、NP-SFC）
    - ピクロスNP Vol.5（1999年12月1日、NP-SFC）
    - ピクロスNP Vol.6（2000年2月1日、NP-SFC）
    - ピクロスNP Vol.7（2001年4月1日、NP-SFC）
    - ピクロスNP Vol.8（2001年6月1日、NP-SFC）

  - ピクロスDS（2007年1月25日、DS、開発：ジュピター）
  - 立体ピクロスシリーズ（開発：ハル研究所）
    - 立体ピクロス（2009年3月12日、DS）
    - カタチ新発見!立体ピクロス2（2015年10月1日、3DS）

  - ポケモンピクロス（2015年12月2日、3DSDL、開発：ジュピター）●
- テトリスシリーズ
  - テトリス（1989年6月14日、GB）
  - テトリスフラッシュ（1994年6月14日、GB、開発協力：トーセ）
  - テトリスDX（1998年10月21日、GBC対）
  - ポケモンショックテトリス (2002年3月21日、PKm)
  - テトリスDS（2006年4月27日、DS）
  - TETRIS 99（2019年2月14日、SwitchDL、開発：アリカ）
- マリオシリーズ
  - ドクターマリオ（1990年7月27日、FC）（1990年7月27日、GB）（1998年6月1日、NP-SFC）（2004年5月21日、FCmini）
    - ちょっとDr.MARIO（2008年12月24日、DSiware）
    - Dr.MARIO & 細菌撲滅（2008年3月25日、Wiiware、開発：アリカ）
    - Dr.LUIGI & 細菌撲滅（2014年1月15日、Wii UDL、開発：アリカ）
    - Dr.MARIO ギャクテン!特効薬 & 細菌撲滅（2015年5月31日、3DSDL、開発：アリカ）
    - ドクターマリオ ワールド（2019年7月9日、iOS/Android、開発協力：LINE、NHN Entertainment）

  - ヨッシーのたまご（1991年12月14日、FC、開発：ゲームフリーク）（1991年12月14日、GB）
  - ヨッシーのクッキー（1992年11月21日、FC、開発：トーセ）（1992年11月21日、GB）
  - マリオとワリオ（1993年8月27日、SFC、開発：ゲームフリーク）
  - ワリオの森（1994年2月19日、FC、開発協力：インテリジェントシステムズ）
- 星のカービィシリーズ
  - カービィのきらきらきっず（1997年1月25日、GB、開発協力：ハル研究所）（1998年2月1日、NP-SFC）
- ポケットモンスターシリーズ（開発：ジニアス・ソノリティ）
  - ポケモントローゼ（2005年10月6日、DS）●
  - ポケモンバトルトローゼ（2014年3月12日、3DSDL）●
  - ポケとる（2015年2月18日、3DSDL）●
    - ポケとる スマホ版（2015年8月25日、iOS/Android）●
- ヒトフデシリーズ（開発：ミッチェル）
  - 直感ヒトフデ（2004年12月2日、DS）
  - 通勤ヒトフデ（2005年10月13日、GBA）
- パズループシリーズ（開発：ミッチェル）
  - 瞬感パズループ（2006年3月2日、DS）
  - みんなでパズループ（2008年4月22日、Wiiware）
  - 行列ナゲループ（2012年8月8日、3DSDL）
- パズルいろいろ 月刊クロスワードハウスシリーズ（開発協力：廣済堂あかつき）
  - パズルいろいろ 月刊クロスワードハウス Vol.1（2009年5月27日、DSiware）
  - パズルいろいろ 月刊クロスワードハウス Vol.2（2009年7月1日、DSiware）
  - パズルいろいろ 月刊クロスワードハウス Vol.3（2009年7月29日、DSiware）
  - パズルいろいろ 月刊クロスワードハウス Vol.4（2009年9月2日、DSiware）
  - パズルいろいろ 月刊クロスワードハウス Vol.5（2009年9月30日、DSiware）
  - パズルいろいろ 月刊クロスワードハウス Vol.6（2009年10月28日、DSiware）
- すりぬけアナトウスシリーズ（開発：キーズファクトリー）
  - すりぬけアナトウス（2010年9月7日、Wiiware）
  - 疾走すりぬけ アナトウス（2011年10月21日、3DSDL）
- 引ク押スシリーズ（開発：インテリジェントシステムズ）
  - 引ク押ス（2011年10月5日、3DSDL）
  - 引ク落ツ（2012年10月31日、3DSDL）
  - 引ク押ス ワールド（2014年6月19日、Wii UDL）
  - 引ク出ス ヒッパランド（2015年5月13日、3DSDL）
- ハコボーイ!シリーズ（開発：ハル研究所）
  - ハコボーイ!（2015年1月15日、3DSDL）
  - ハコボーイ! もうひとハコ（2016年1月6日、3DSDL）
  - さよなら! ハコボーイ!（2017年2月2日、3DSDL）
  - ハコボーイ! ハコづめBOX（2017年2月2日、3DS）
  - ハコボーイ!&ハコガール!（2019年4月26日、SwitchDL）
- 複数ゲームの詰め合わせ
  - NINTENDOパズルコレクション（2003年2月7日、GC、開発：Nintendo Software Technology、インテリジェントシステムズ、トーセ）
  - Dr.MARIO & パネルでポン（2005年9月13日、GBA、開発：インテリジェントシステムズ）

その他
- モグラ〜ニャ（1996年7月21日、GB、開発協力：パックスソフトニカ）
- すってはっくん（1998年8月1日、NP-SFC、開発協力：インディーズゼロ）（1999年6月25日、SFC）
- POWER倉庫番（1999年1月1日、NP-SFC）
- POWERロードランナー（1999年1月1日、NP-SFC）
- コロコロパズル ハッピィパネッチュ!（2002年3月8日、GBA、開発：モバイル21）
- のののパズルちゃいリアン（2005年6月16日、GBA、開発：クリーチャーズ）
  - くるくるアクション くるパチ6（2009年4月1日、DSiware、開発：ツェナワークス）
- 数陣タイセン（2007年6月7日、DS、開発：ミッチェル）
  - ちょっと数陣タイセン（2009年1月28日、DSiware）
- まわしてつなげる タッチパニック（2006年5月25日、DS、開発：アキ）
- シータ（2007年9月6日、DS、開発：ヴィテイ）
- 囲んで消して ワクグミの時間（2009年4月1日、DSiware、開発：ミッチェル）
- グーの惑星（2009年4月21日、Wiiware、開発：2D Boy）
- ねらってスポっと!（2009年11月25日、DSiware、開発：インテリジェントシステムズ）
- 回転イラストパズル ぐるぐるロジック（2009年12月2日、DSiware、開発：D4エンタープライズ）
- リフレクト ミサイル（2010年1月20日、DSiware、開発：キュー・ゲームス）
- 燃やすパズル フレイムテイル（2010年1月27日、DSiware、開発：マインドウェア）
- 立体かくし絵 アッタコレダ（2010年3月3日、DSiware、開発：グッド・フィール）
- Little Inferno（2015年4月2日、Wii UDL、開発：Tomorrow Corporation）
- Tiny Thief（2015年11月13日、Wii UDL、開発：5 Ants、Abylight）
- いっしょにチョキッと スニッパーズ（2017年3月3日、SwitchDL、開発：SFB Games）
  - いっしょにチョキッと スニッパーズ プラス（2017年11月10日、Switch）
- 超回転 寿司ストライカー The Way of Sushido（2018年6月8日、3DS/Switch、開発：インディーズゼロ）
- ストレッチャーズ（英語版）（2019年11月8日、SwitchDL、開発：Tarsier Studio）
- Good Job!（2020年3月26日、SwitchDL、開発：Paladin Studios）

## テーブルゲーム
シリーズ
- マリオパーティシリーズ（開発：ハドソン[注 8]、シーエイプロダクション[注 9]→シーエイプロダクション、エヌディーキューブ[注 10]）
  - マリオパーティ（1998年12月18日、N64）
  - マリオパーティ2（1999年12月17日、N64）
  - マリオパーティ3（2000年12月7日、N64）
  - マリオパーティ4（2002年11月6日、GC）
  - マリオパーティ5（2003年11月28日、GC）
  - マリオパーティ6（2004年11月18日、GC）
  - マリオパーティ アドバンス（2005年1月13日、GBA）
  - マリオパーティ7（2005年11月10日、GC）
  - マリオパーティ8（2007年7月26日、Wii）
  - マリオパーティDS（2007年11月8日、DS）
  - マリオパーティ9（2012年4月26日、Wii）
  - マリオパーティ アイランドツアー （2014年3月20日、3DS）
  - マリオパーティ10（2015年3月12日、Wii U）
  - マリオパーティ スターラッシュ（2016年10月20日、3DS）
    - おまけ付き マリオパーティ スターラッシュ 持っている人と対戦版（2016年10月20日、3DSDL）

  - マリオパーティ100 ミニゲームコレクション（2017年12月28日、3DS）
  - スーパー マリオパーティ（2018年10月5日、Switch、開発協力：ウィル）
  - マリオパーティ スーパースターズ（2021年10月29日、Switch、開発協力：ウィル）
  - スーパー マリオパーティ ジャンボリー（2024年10月17日、Switch）
    - スーパー マリオパーティ ジャンボリー Nintendo Switch 2 Edition + ジャンボリーTV（2025年7月24日、Switch2/Switch2UP）
- ポケモンカードGBシリーズ
  - ポケモンカードGB（1998年12月18日、GBC対、開発：ハドソン）
  - ポケモンアニメカード大作戦 (2001年12月14日、PKm、開発：電遊社) ●
- カードヒーローシリーズ（開発協力：インテリジェントシステムズ）
  - トレード&バトル カードヒーロー（2000年2月21日、GBC対）
  - 高速カードバトル カードヒーロー（2007年12月20日、DS）
    - カードヒーロー スピードバトルカスタム（2009年7月29日、DSiware）
- 麻雀シリーズ
  - 麻雀（1983年8月27日、FC、開発協力：SRD）
  - 4人打ち麻雀（1984年11月2日、FC、開発：ハドソン）
  - Zooっと麻雀!（1998年7月1日、NP-SFC）
- 役満シリーズ
  - 役満（1989年4月21日、GB、開発：インテリジェントシステムズ）
  - 新4人打ちマージャン 役満天国（1991年6月28日、FC、開発：シャノアール）
  - どこでも対局 役満アドバンス（2001年10月26日、GBA、開発：エヌディーキューブ）
  - 役満DS（2005年3月31日、DS）
    - Wi-Fi対応役満DS（2006年9月14日、DS）

  - 役満 鳳凰（2015年2月18日、3DSDL/Wii UDL、開発：ランカース）
- 井出洋介の健康麻将（2008年5月20日、Wiiware）
  - 井出洋介の健康麻将DSi（2009年2月25日、DSiware）
- だれでもアソビ大全シリーズ
  - だれでもアソビ大全（2005年11月3日、DS、開発：アジェンダ）
  - Wi-Fi対応 世界のだれでもアソビ大全（2007年4月19日、DS、開発：アジェンダ）
  - ちょっとアソビ大全
    - ちょっとアソビ大全 おてがるトランプ（2008年12月24日、DSiware）
    - ちょっとアソビ大全 じっくりトランプ（2009年1月28日、DSiware）
    - ちょっとアソビ大全 おなじみテーブル（2009年2月25日、DSiware）

  - 世界のアソビ大全51（2020年6月5日、Switch、開発：エヌディーキューブ）
- 通信対局シリーズ（開発：スパイスゲームズ・サザンクリエイト）
  - 通信対局 早指将棋三段（2008年7月23日、Wiiware、開発協力：ランカース）
  - 通信対局 囲碁道場2700問（2008年8月5日、Wiiware、開発協力：ランカース）
  - 通信対局 ワールドチェス（2009年9月30日、Wiiware）
- Wii Partyシリーズ（開発：エヌディーキューブ）
  - Wii Party（2010年7月8日、Wii）
  - Wii Party U（2013年10月31日、Wii U）
- カルドセプトシリーズ（開発：大宮ソフト）
  - カルドセプト（2012年6月28日、3DS、開発協力：ジャムズワークス）
  - カルドセプト リボルト（2016年7月7日、3DS）
- どうぶつの森シリーズ
  - どうぶつの森 amiiboフェスティバル（2015年11月21日、Wii U、開発：エヌディーキューブ）

その他
- 五目ならべ（1983年8月27日、FC）
- ソリティアDSi（2009年1月28日、DSiware）
- あそべる絵本 とびだスゴロク!（2009年3月26日、Wiiware、開発：グランディング）
- あそべる絵本 マインド テン（2009年9月16日、DSiware、開発：グランディング）
- 桃太郎電鉄2017 たちあがれ日本!!（2016年12月22日、3DS、開発：ヴァルハラゲームスタジオ）

## 音楽ゲーム
シリーズ
- ドンキーコンガシリーズ（開発協力：ナムコ）
  - ドンキーコンガ（2003年12月12日、GC）
  - ドンキーコンガ2 ヒットソングパレード（2004年7月1日、GC）
  - ドンキーコンガ3 食べ放題!春もぎたて50曲♪（2005年3月17日、GC）
- 大合奏!バンドブラザーズシリーズ（開発協力：インテリジェントシステムズ）
  - 大合奏!バンドブラザーズ（2004年12月2日、DS）
    - 大合奏!バンドブラザーズ 追加曲カートリッジ REQUEST SELECTION（2005年9月26日、DS）

  - 大合奏!バンドブラザーズDX（2008年6月26日、DS）
    - フォトスタンド付き バンブラDXラジオ（2009年4月1日、DSiware）

  - 大合奏!バンドブラザーズP（2013年11月14日、3DS）
    - 大合奏!バンドブラザーズP しもべツール（2013年10月13日、3DSDL）
    - 大合奏!バンドブラザーズP デビュー（2014年7月22日、3DSDL）
- エレクトロプランクトン（2005年4月7日、DS、開発協力：インディーズゼロ）
  - ニンテンドーDSiウェア版
    - エレクトロプランクトン トレーピー（2009年7月8日、DSiware）
    - エレクトロプランクトン ハネンボン（2009年7月8日、DSiware）
    - エレクトロプランクトン ナノカープ（2009年7月8日、DSiware）
    - エレクトロプランクトン ツリガネムシ（2009年7月8日、DSiware）
    - エレクトロプランクトン レックレック（2009年7月22日、DSiware）
    - エレクトロプランクトン ヒカリノワ（2009年7月22日、DSiware）
    - エレクトロプランクトン ルミナリアン（2009年8月5日、DSiware）
    - エレクトロプランクトン タイヨウチュウ（2009年8月5日、DSiware）
    - エレクトロプランクトン マリンスノー（2009年8月26日、DSiware）
    - エレクトロプランクトン ボルボイス（2009年8月26日、DSiware）
- 押忍!闘え!応援団シリーズ（開発：イニス）
  - 押忍!闘え!応援団（2005年7月28日、DS）
  - 燃えろ!熱血リズム魂 押忍!闘え!応援団2（2007年5月17日、DS）
- リズム天国シリーズ（開発協力：TNX[注 11]）
  - リズム天国（2006年8月3日、GBA、開発協力：J.P.ROOM）
  - リズム天国ゴールド（2008年7月31日、DS）
  - みんなのリズム天国（2011年7月21日、Wii）
  - リズム天国 ザ・ベスト+（2015年6月11日、3DS）
- JUST DANCEシリーズ（開発：ユービーアイソフト）
  - JUST DANCE Wii（2011年10月13日、Wii）
  - JUST DANCE Wii 2（2012年7月26日、Wii）
  - JUST DANCE Wii U（2014年4月3日、Wii U）

その他
- Dance Dance Revolution with MARIO（2005年7月14日、GC、開発：コナミ、ハドソン）
- Wii Music（2008年10月16日、Wii）
- つくってうたう さるバンド（2010年4月28日、DSiware、開発：ムームー）
- リズムハンター ハーモナイト（2012年9月5日、3DSDL、開発：ゲームフリーク）

## コミュニケーションゲーム
シリーズ
- ポケットモンスターシリーズ（開発：アンブレラ）
  - ピカチュウげんきでちゅう（1998年12月12日、N64）
  - ポケモンチャンネル 〜ピカチュウといっしょ!〜（2003年7月18日、GC）●
  - みんなのポケモン牧場（2008年3月25日、Wiiware）●
    - みんなのポケモン牧場 プラチナ対応版（2008年11月5日、Wiiware）●
- どうぶつの森シリーズ
  - どうぶつの森（2001年4月14日、N64）
  - どうぶつの森+（2001年12月14日、GC）
  - どうぶつの森e+（2003年6月27日、GC）
  - おいでよ どうぶつの森（2005年11月23日、DS）
  - 街へいこうよ どうぶつの森（2008年11月20日、Wii）
  - とびだせ どうぶつの森（2012年11月08日、3DS）
    - とびだせ どうぶつの森 amiibo＋（2016年11月23日、3DS）

  - どうぶつの森 こもれび広場（2013年8月8日、Wii UDL）
  - どうぶつの森 ハッピーホームデザイナー（2015年7月30日、3DS）
  - どうぶつの森 ポケットキャンプ（2017年11月21日、iOS/Android、開発：エヌディーキューブ、DeNA）
    - どうぶつの森 ポケットキャンプ コンプリート（2024年12月2日、iOS/Android）

  - あつまれ どうぶつの森（2020年3月20日、Switch）
    - あつまれ どうぶつの森 ハッピーホームパラダイス（2021年11月5日、Switch）
- nintendogsシリーズ
  - nintendogs（2005年4月21日、DS）
    - nintendogs 柴&フレンズ
    - nintendogs ダックス&フレンズ
    - nintendogs チワワ&フレンズ

  - nintendogs + cats（2011年2月26日、3DS）
    - nintendogs + cats トイ・プードル&Newフレンズ
    - nintendogs + cats フレンチ・ブル&Newフレンズ
    - nintendogs + cats 柴&Newフレンズ
- トモダチコレクションシリーズ
  - トモダチコレクション（2009年6月18日、DS）
  - トモダチコレクション 新生活（2013年4月18日、3DS）

その他
- さくらももこのウキウキカーニバル（2002年7月5日、GBA、開発：インディーズゼロ）
- いつの間に交換日記（2011年12月21日、3DSDL、開発：電遊社）
- イラスト交換日記（2016年11月22日、3DSDL）
- Miitomo（2016年3月17日、iOS/Android）

## 教育、その他
シリーズもの
- マリオシリーズ
  - マリオペイント（1992年7月14日、SFC、開発協力：インテリジェントシステムズ）
  - マリオアーティストシリーズ
    - マリオアーティスト ペイントスタジオ（1999年12月11日、64DD、開発協力：Software Creations Holdings）
    - マリオアーティスト タレントスタジオ（2000年2月23日、64DD）
    - マリオアーティスト コミュニケーションキット（2000年6月29日、64DD）
    - マリオアーティスト ポリゴンスタジオ（2000年8月29日、64DD、開発協力：ニチメングラフィックス）

  - スーパーマリオメーカーシリーズ
    - スーパーマリオメーカー（2015年9月10日、Wii U）
      - スーパーマリオメーカー for ニンテンドー3DS（2016年12月1日、3DS、開発：Nintendo Software Technology）

    - スーパーマリオメーカー2（2019年6月28日、Switch）

  - かおマリオ（2025年8月26日、SwitchDL）
- ポケットモンスターシリーズ
  - ポケモンスタジアムシリーズ（開発：ハル研究所）
    - ポケモンスタジアム（1998年8月1日、N64）
    - ポケモンスタジアム2（1999年4月30日、N64）
    - ポケモンスタジアム金銀（2000年12月14日、N64）

  - ポケモンボックス ルビー&サファイア（2003年5月30日、GC、開発：ゲームフリーク）●
  - ポケモンバトルレボリューション（2006年12月14日、Wii、開発：ジニアス・ソノリティ）●
  - バトル&ゲット! ポケモンタイピングDS（2011年4月21日、DS、開発：ジニアス・ソノリティ）●
  - ポケモン立体図鑑BW（2011年6月17日、3DSDL、開発：クリーチャーズ）●
    - ポケモン全国図鑑Pro（2012年7月14日、3DSDL）●

  - ポケモンバンク（2013年12月25日、3DSDL、開発：ゲームフリーク、クリーチャーズ）●
  - Pokémon HOME（2020年2月12日、SwitchDL/iOS/Android、開発：ゲームフリーク、クリーチャーズ、ILCA）●
  - ポケモンフレンズ（2025年7月22日、SwitchDL）●
- ピクミンシリーズ
  - Pikmin Bloom（2021年11月1日、iOS/Android、開発協力：ナイアンティック）
  - みつけてピクミン（2023年9月1日、iOS/Android、開発：ナイアンティック）

その他のシリーズ
- ファミリーベーシックシリーズ（開発協力：シャープ、ハドソン）
  - ファミリーベーシック（1984年6月21日、FC）
  - ファミリーベーシックV3（1985年2月21日、FC）
- ファミリーコンピュータ ロボットシリーズ
  - ブロックセット（1985年7月26日、FC）
  - ジャイロセット（1985年8月13日、FC）
- Touch! Generations
  - 東北大学未来科学技術共同研究センター川島隆太教授監修 脳を鍛える大人のDSトレーニング（2005年5月19日、DS）
    - 東北大学未来科学技術共同研究センター川島隆太教授監修 もっと脳を鍛える大人のDSトレーニング（2005年12月29日、DS）
      - 東北大学加齢医学研究所川島隆太教授監修 ちょっと脳を鍛える大人のDSiトレーニング 文系編（2008年12月24日、DSiware）
      - 東北大学加齢医学研究所川島隆太教授監修 ちょっと脳を鍛える大人のDSiトレーニング 理系編（2008年12月24日、DSiware）
      - 東北大学加齢医学研究所川島隆太教授監修 ちょっと脳を鍛える大人のDSiトレーニング 数独編（2009年4月22日、DSiware）

  - 東北大学加齢医学研究所 川島隆太教授監修 ものすごく脳を鍛える5分間の鬼トレーニング（2012年7月28日、3DS、開発協力：インテリジェントシステムズ）
  - 東北大学加齢医学研究所 川島隆太教授監修 脳を鍛える大人のNintendo Switchトレーニング（2019年12月27日、Switch）
  - DS楽引辞典（2005年6月16日、DS）
    - 漢字そのままDS楽引辞典（2006年4月13日、DS、開発協力：インテリジェントシステムズ)

  - やわらかあたま塾（2005年6月30日、DS）
    - Wiiでやわらかあたま塾（2007年4月26日、Wii）
    - やわらかあたま塾 いっしょにあたまのストレッチ（2021年12月3日、Switch）

  - 英語が苦手な大人のDSトレーニング えいご漬け（2006年1月26日、DS、開発：プラト）
    - 英語が苦手な大人のDSトレーニング もっとえいご漬け（2007年3月29日、DS）
    - リズムで鍛える 新しいえいご漬け やさしい会話編（2009年5月27日、DSiware）
    - リズムで鍛える 新しいえいご漬け ネイティブ会話編（2009年6月24日、DSiware）

  - 旅の指さし会話帳DS（開発：トーセ）
    - 旅の指さし会話帳DS シリーズ1タイ（2006年4月20日、DS)
    - 旅の指さし会話帳DS シリーズ2中国（2006年4月20日、DS)
    - 旅の指さし会話帳DS シリーズ3韓国（2006年4月20日、DS)
    - 旅の指さし会話帳DS シリーズ4アメリカ（2006年4月27日、DS)
    - 旅の指さし会話帳DS シリーズ5ドイツ（2006年4月27日、DS)

  - しゃべる!DSお料理ナビ（2006年7月20日、DS、開発：インディーズゼロ）
    - 世界のごはん しゃべる!DSお料理ナビ（2008年12月4日、DS）

  - 健康応援レシピ1000 DS献立全集（2006年12月7日、DS）
  - タッチで楽しむ百人一首 DS時雨殿（2006年12月14日、DS）
    - タッチで覚える百人一首 ちょっとDSi時雨殿（2010年11月4日、DSi）

  - 監修 日本常識力検定協会 いまさら人には聞けない 大人の常識力トレーニングDS（2006年10月26日、DS、開発：ハル研究所）
  - マジック大全（2006年11月16日、DS、開発：エイティング）
    - ちょっとマジック大全 3つのシャッフルゲーム（2008年12月24日、DSiware）
    - ちょっとマジック大全 ファニーフェイス（2008年12月24日、DSiware）
    - ちょっとマジック大全 恐ろしい数字（2008年12月24日、DSiware）
    - ちょっとマジック大全 スキ・キライ発見器（2009年4月1日、DSiware）
    - ちょっとマジック大全 デート占い（2009年4月22日、DSiware）
    - ちょっとマジック大全 念写カメラ（2009年5月27日、DSiware）

  - 見る力を実践で鍛える DS眼力トレーニング（2007年5月31日、DS、開発：バンダイナムコゲームス）
  - がんばる私の家計ダイアリー（2007年7月12日、DS、開発：シンソフィア）
    - がんばる私のおさいふ応援団（2009年4月1日、DSiware）

  - フェイスニングで表情豊かに印象アップ 大人のDS顔トレーニング（2007年8月2日、DS、開発：インテリジェントシステムズ）
    - 今日からはじめるフェイスニング 顔トレミニ1 すっきり小顔コース（2009年9月9日、DSiware）
    - 今日からはじめるフェイスニング 顔トレミニ2 ステキな笑顔コース（2009年9月9日、DSiware）
    - 今日からはじめるフェイスニング 顔トレミニ3 若々しい顔コース（2009年9月9日、DSiware）
    - 今日からはじめるフェイスニング 顔トレミニ4 目と口の健康コース（2009年9月9日、DSiware）
    - 今日からはじめるフェイスニング 顔トレミニ5 顔のリフレッシュコース（2009年9月9日、DSiware）

  - DS文学全集（2007年10月18日、DS、開発：ジニアス・ソノリティ）
    - ちょっとDS文学全集 世界の文学20（2009年2月25日、DSiware）
    - 大人の恋愛小説 DSハーレクインセレクション（2010年2月25日、DS）

  - Wii Fit（2007年12月1日、Wii）
    - Wii Fit Plus（2009年10月1日、Wii）
    - Wii Fit U（2014年2月1日、Wii U、開発協力：ガンバリオン）

  - みんなの常識力テレビ（2008年3月6日、Wii、開発：ハル研究所）
  - DS美文字トレーニング（2008年3月13日、DS、開発：インディーズゼロ）
  - 歩いてわかる 生活リズムDS（2008年11月1日、DS、開発協力：クリーチャーズ、エンジンズ）
  - DS占い生活（2009年1月15日、DS）
  - 日本経済新聞社監修 知らないままでは損をする「モノやお金のしくみ」DS（2009年8月27日、DS）
- bit Generationsシリーズ（開発：スキップ・キュー・ゲームス）
  - bit Generations DIAL HEX（2006年7月13日、GBA）
  - bit Generations dotstream（2006年7月13日、GBA）
  - bit Generations BOUNDISH（2006年7月13日、GBA）
  - bit Generations ORBITAL（2006年7月27日、GBA）
  - bit Generations COLORIS（2006年7月27日、GBA）
  - bit Generations Soundvoyager（2006年7月27日、GBA）
  - bit Generations DIGIDRIVE（2006年7月27日、GBA）
- Art Styleシリーズ（開発：スキップ・キュー・ゲームス）
  - Art Style AQUARIO（2008年12月24日、DSiware）
  - Art Style DECODE（2008年12月24日、DSiware）
  - Art Style PiCOPiCT（2009年1月28日、DSiware）
  - Art Style SOMNIUM（2008年1月28日、DSiware）
  - Art Style nalaku（2009年2月25日、DSiware）
  - Art Style HACOLIFE（2009年2月25日、DSiware）
  - Art Style DIALHEX（2010年5月12日、Wiiware）
  - Art Style CUBELEO（2010年5月12日、Wiiware）
  - Art Style ORBITAL（2010年5月12日、Wiiware）
  - Art Style DIGIDRIVE（2010年11月4日、DSiware）
  - Art Style Lightstream（2011年9月6日、Wiiware）
  - Art Style ENTA TENTACLES（2011年10月18日、Wiiware）
- ニンテンドーDSブラウザーシリーズ（開発協力：オペラ・ソフトウェア）
  - ニンテンドーDSブラウザー ニンテンドーDS用（2006年7月24日、DS）
  - ニンテンドーDSブラウザー ニンテンドーDS Lite用（2006年7月24日、DS）
  - ニンテンドーDSiブラウザー（2008年11月1日、DSiware 無料ダウンロード）
- うごくメモ帳（2008年11月1日、DSiware 無料ダウンロード）
  - うごくメモ帳 3D（2013年7月24日、3DSDL 無料ダウンロード）
- ニンテンドーDSi時計
  - ニンテンドーDSi時計 フォトスタンドタイプ（2009年1月28日、DSiware）
  - ニンテンドーDSi時計 ファミコンマリオタイプ（2009年4月1日、DSiware）
  - ニンテンドーDSi時計 どうぶつの森タイプ（2009年4月1日、DSiware）
- ほぼ日路線図2009（2009年1月28日、DSiware）
  - ほぼ日路線図 2010 全国7エリア+新幹線マップ（2010年2月3日、DSiware）
- ニンテンドーDSi電卓
  - ニンテンドーDSi電卓 ファミコンマリオタイプ（2009年2月5日、DSiware）
  - ニンテンドーDSi電卓 どうぶつの森タイプ（2009年2月5日、DSiware）
- ポケットるるぶ
  - ポケットるるぶ東京（2009年5月27日、DSiware）
  - ポケットるるぶ京都（2009年5月27日、DSiware）
  - ポケットるるぶ北海道（2009年7月29日、DSiware）
  - ポケットるるぶ沖縄（2009年7月29日、DSiware）
  - ポケットるるぶ横浜鎌倉（2009年10月21日、DSiware）
  - ポケットるるぶ大阪（2009年10月21日、DSiware）
  - ポケットるるぶ名古屋（2009年12月24日、DSiware）
  - ポケットるるぶ神戸（2009年12月24日、DSiware）
  - ポケットるるぶ伊豆箱根（2010年2月24日、DSiware）
  - ポケットるるぶ信州（2010年2月24日、DSiware）
- 絵心教室、アートアカデミー（開発：Headstrong Games）
  - わりと本格的 絵心教室 前期（2009年11月18日、DSiware）
  - わりと本格的 絵心教室 後期（2009年11月18日、DSiware）
  - 絵心教室DS（2010年6月19日、DS）
  - 新 絵心教室（2012年9月13日、3DS）
  - じっくり絵心教室（2015年11月12日、Wii U）
    - 絵心教室 スケッチ（2013年8月8日、Wii UDL）

  - ポケモンアートアカデミー（2014年6月19日、3DS）●
  - ディズニーアートアカデミー（2016年4月7日、3DS）
- 楽引辞典
  - 明鏡国語楽引辞典（2009年11月25日、DSiware）
  - ジーニアスパーソナル 英和楽引辞典（2010年1月13日、DSiware）
  - ジーニアスパーソナル 和英楽引辞典（2010年1月13日、DSiware）
- 書いて覚えるシリーズ（開発協力：インテリジェントシステムズ）
  - 書いて覚える 英単語帳（2010年3月17日、DSiware）
  - 書いて覚える 写真単語帳（2010年3月17日、DSiware）
- いきものづくり クリエイトーイシリーズ
  - いきものづくり クリエイトーイ（2011年9月7日、3DSDL）
  - 大盛り! いきものづくり クリエイトーイ（2013年4月10日、3DSDL）
- ソード アンド ソルジャーズシリーズ（開発：Ronimo Games）
  - ソード アンド ソルジャーズ（2015年11月13日、Wii UDL）
  - ソード アンド ソルジャーズII（2015年12月9日、Wii UDL）
- 1-2-Switch（2017年3月3日、Switch）
  - エブリバディ 1-2-Switch!（英語版）（2023年6月30日、Switch）
- Nintendo Labo
  - Nintendo Labo Toy-Con 01: Variety Kit（2018年4月20日、Switch）
  - Nintendo Labo Toy-Con 02: Robot Kit（2018年4月20日、Switch）
  - Nintendo Labo Toy-Con 03: Drive Kit（2018年9月14日、Switch）
  - Nintendo Labo Toy-Con 04: VR Kit（2019年4月12日、Switch）
    - Nintendo Labo Toy-Con 04: VR Kit ちょびっと版（2019年4月12日、Switch）
- Nintendo Switch Online
  - ファミリーコンピュータ Nintendo Switch Online（2018年9月19日、SwitchDL）
  - スーパーファミコン Nintendo Switch Online（2019年9月6日、SwitchDL）
  - NINTENDO 64 Nintendo Switch Online（2021年10月26日、SwitchDL）
  - セガ メガドライブ for Nintendo Switch Online（2021年10月26日、SwitchDL）
  - ゲームボーイ Nintendo Switch Online（2023年2月9日、SwitchDL）
  - ゲームボーイアドバンス Nintendo Switch Online（2023年2月9日、SwitchDL）
  - ニンテンドー ゲームキューブ Nintendo Classics（2025年6月5日、Switch2DL）

その他
- ポパイの英語遊び（1983年11月22日、FC）
- ドンキーコングJR.の算数遊び（1983年12月12日、FC、開発協力：SRD）
- スーパースコープ6（1993年6月21日、SFC、開発：インテリジェントシステムズ、パックスソフトニカ）
- ポケットカメラ（1998年2月21日、GB、開発協力：ジュピター）
- ピクトチャット（2004年12月2日、DS（本体に内蔵。））
- とっとこハム太郎 ナゾナゾQ 雲の上の?城（2005年12月1日、DS、開発：アルファドリーム）
- 伝説のクイズ王決定戦（2005年12月8日、GC、開発：ハドソン）
- ワンセグ受信アダプタ DSテレビ（2007年11月20日、DS）
- アクアリビング〜テレビで眺める魚たち〜（2009年3月2日、Wiiware、開発：パオン）
- 盆栽バーバー（2009年4月6日、Wiiware、開発：Zoonami）
- いつでもプリクラ☆キラデコプレミアム（2009年4月22日、DSiware、開発：アトラス）
- あつめる笑顔帳（2009年4月22日、DSiware、開発協力：インテリジェントシステムズ）
- どこでもWiiの間（2009年5月1日、DSiware）
- できすぎチンクルパック（2009年6月24日、DSiware）
- ニンテンドーDSi楽器チューナー（2009年9月2日、DSiware、開発協力：インテリジェントシステムズ）
- ニンテンドーDSiメトロノーム（2009年9月2日、DSiware、開発協力：インテリジェントシステムズ）
- 睡眠記録 めざまし時計（2009年10月7日、DSiware）
- カメラもつかえる 日英仏独西伊まとめて単語翻訳辞典（2009年10月7日、DSiware、開発協力：インテリジェントシステムズ）
- あと何日? かぞえるニンテンドーDSiカレンダー（2009年12月2日、DSiware、開発協力：インテリジェントシステムズ）
- NHK紅白クイズ合戦（2009年12月17日、Wii、開発：エイティング・NHKエンタープライズ）
- DSココロぬりえ（2010年4月7日、DSiware）
- 安藤ケンサク（2010年4月29日、Wii、開発：シフト）
- じぶんでつくる ニンテンドーDS ガイド（2010年11月17日、DSiware）
- えいごで旅する リトル・チャロ（2011年1月20日、DS、開発：NHKエデュケーショナル、ジュピター）
- 花といきもの立体図鑑（2011年9月29日、3DS、開発協力：パオン、平凡社）
- キキトリック（2012年1月19日、Wii、開発協力：オトデザイナーズ）
- Nintendo Land（2012年12月8日、Wii U）
- ニンテンドー3DSガイド ルーヴル美術館（2013年11月27日、3DS、開発協力：インディーズゼロ）
- バッジとれ〜るセンター（2014年12月17日、3DSDL）
- タッチ!amiibo いきなりファミコン名シーン（英語版）（2015年4月23日、Wii UDL）
- リアル脱出ゲーム×ニンテンドー3DS 超破壊計画からの脱出（2015年9月2日、3DSDL）
- Nintendo みまもり Switch（2017年3月2日、iOS/Android）
- Nintendo Switch App（2017年7月19日、iOS/Android）
- リングフィット アドベンチャー（2019年10月18日、Switch）
- ジャンプロープ チャレンジ（2020年6月16日、SwitchDL）
- ナビつき! つくってわかる はじめてゲームプログラミング（2021年6月11日、Switch）
- Nintendo Switch 2 のひみつ展（2025年6月5日、Switch2DL、開発協力：ニンテンドーキューブ）

## 株式会社マリオの作品
以下の作品は任天堂の子会社である株式会社マリオが開発して、サンリオの子会社であるキャラクターソフトから発売された。
- ハローキティワールド（1992年3月27日、FC）
- サンリオカーニバル2（1993年1月14日、FC）（1993年3月19日、GB）

## 発売が中止になった作品
- 宇宙戦争ゲーム（FC）
- ドンキーコングの音楽教室（FC）
- ヘリファイア（FC）
- ボウリング（FC）
- 3Dホットラリー2（FC）
- スーパーマリオブラザーズ2（カセット版）（FC）
- パルプス（FCD）
- ふぁみこんむかし話 新・鬼ヶ島（FCD）
- リンクの冒険2（SFC）
- サウンドファンタジー（SFC）
- バーチャルレイク（SFC）
- ファイティングポリゴン（SFC）
- ブラックアウト（SFC）
- エコーデルタ（N64）
- NBAバスケットボール（N64）
- カービィボウル64（N64）
- キラーインスティンクト（N64）
- クライマー（仮題）（N64）
- コンカーズクエスト（N64）
- ジャングル大帝（N64）
- スリッ駆ラジッ駆（N64）
- テトリスフィアー（N64）
- パイロットウイングス64 2（N64）
- パネルでポン64（N64）
- ボディハーベスト（N64）
- ファミコンウォーズ64（N64）
- キャベツ（N64、64DD）
- ウルトラドンキーコング（64DD）
- ウォール街（64DD）
- スーパーマリオ64 2（64DD）
- ゼルダの伝説64（64DD）
- ゼルダの伝説DD（64DD）
- ファイアーエムブレム64（64DD）
- ポケットモンスター64（64DD）
- ポケモンスタジアムDD（64DD）
- ポケモンでパネポン金銀（64DD）
- どうぶつの森（64DD）
- 動物番長（64DD）
- マリオアーティスト サウンドメーカー（64DD）
- マリオペイント64（64DD）
- バンジョーとカズーイの大冒険3（64DD）
- Dr.Mario64（64DD）
- Roll-o-Rama（GC）
- ガイスト（GC）
- コロコロカービィ2（GC）
- ステージデビュー（GC）
- ドンキーコングレーシング（GC）
- 星のカービィGC（GC）
- 100語でスタート!英会話（Wii）
- Project H.A.M.M.E.R（Wii）
- コズミックウォーカー（Wii）
- Project Giant Robot（Wii U）
- 馬穴大作戦（仮題）（GBA）
- サーベルウルフ（仮題）（GBA）
- ディディーコングパイロット（GBA）
- ドンキーコング ココナッツクラッカー（GBA）
- バトランド（仮題）（GBA）
- はなさき合戦（仮題）（GBA）
- ルナブレイズ（仮題）（GBA）
- G-ZERO（VB）